# San Giorgio (Brunico)
San Giorgio (Sankt Georgen in tedesco, nota anche come "St. Georgen an der Ahr " (San Giorgio sull'Aurino o "St. Georgen bei Bruneck" (San Giorgio di Brunico) è una frazione del comune italiano di Brunico, in provincia di Bolzano, situata lungo il torrente Aurino a circa 2,5 km dal centro del capoluogo locale, dal quale la dividono dei terreni denominati Rienzfelder ("Campi della Rienza").
Centro abitato dalla lunga storia autonoma (preesistente alla nascita di Brunico), fino al 1927 fu un comune autonomo. Oltre alla chiesa che ha dato il nome al paese, le cui origini si perdono nel tempo, numerosi edifici del borgo ne testimoniano il fiorente passato.
Il paese ha conservato molte usanze e tradizioni di antica genesi, caratterizzandosi altresì per una vivace attività associazionistica: vi hanno infatti sede, tra l'altro, un corpo di pompieri volontari (Freiwillige Feuerwehr) e una banda musicale (Musikkapelle).

## Geografia fisica

### Territorio
Posta al limite settentrionale della conca di Brunico (Brunecker Becken), all'imboccatura della val di Tures, San Giorgio confina con i comuni di Gais (a nord), Falzes (Pfalzen) a ovest, col capoluogo Brunico ad est e la frazione Stegona (Stegen) a sud. Lo spazio tra capoluogo e frazione ha progressivamente teso ad urbanizzarsi, andando ad annullare la separazione tra i centri.
La frazione si estende su una superficie di 739 ha; circa 2/3 del territorio sono pianeggianti o in leggera pendenza, ad un'altitudine compresa tra 820 e 870 m s.l.m., il che ne consente un esteso utilizzo in agricoltura. Il resto del territorio, lambente le pendici del monte Sommo (2.417 m) è poco antropizzato e perlopiù coperto di foreste di aghifoglie.

### Clima
Il clima di San Giorgio è tipico della bassa montagna: lo si può classificare come Dwb secondo la classificazione dei climi di Köppen (climi freddi delle medie latitudini D, con inverno asciutto w ed estate calda b). Secondo la classificazione climatica dei comuni italiani, il comune di Brunico appartiene alla zona climatica F, con 3867 "gradi giorno".
Le temperature medie non si discostano di molto da quelle del centro di Brunico:
| Brunico       | Mesi | Mesi | Mesi | Mesi | Mesi | Mesi | Mesi | Mesi | Mesi | Mesi | Mesi | Mesi | Stagioni | Stagioni | Stagioni | Stagioni | Anno |
| Brunico       | Gen  | Feb  | Mar  | Apr  | Mag  | Giu  | Lug  | Ago  | Set  | Ott  | Nov  | Dic  | Inv      | Pri      | Est      | Aut      | Anno |
| ------------- | ---- | ---- | ---- | ---- | ---- | ---- | ---- | ---- | ---- | ---- | ---- | ---- | -------- | -------- | -------- | -------- | ---- |
| T. media (°C) | −4,7 | −2,2 | 2,2  | 7,2  | 11,5 | 16,1 | 18,0 | 17,5 | 16,4 | 8,1  | 1,1  | −3,3 | −3,4     | 7,0      | 17,2     | 8,5      | 7,3  |

Quanto alla piovosità, in assenza di elaborazioni statistiche specifiche per San Giorgio sul lungo periodo, si riportano qui alcuni dati riferiti agli anni 2004-2008: il dettaglio dell'anno meno piovoso (2004), di quello più piovoso (2008) e la media calcolata sui dati di tutto il quinquennio:
| 2004                | Mesi | Mesi | Mesi | Mesi | Mesi | Mesi | Mesi  | Mesi | Mesi | Mesi  | Mesi | Mesi | Stagioni | Stagioni | Stagioni | Stagioni | Anno  |
| 2004                | Gen  | Feb  | Mar  | Apr  | Mag  | Giu  | Lug   | Ago  | Set  | Ott   | Nov  | Dic  | Inv      | Pri      | Est      | Aut      | Anno  |
| ------------------- | ---- | ---- | ---- | ---- | ---- | ---- | ----- | ---- | ---- | ----- | ---- | ---- | -------- | -------- | -------- | -------- | ----- |
| Precipitazioni (mm) | 32,9 | 20,2 | 14,7 | 30,0 | 76,2 | 98,2 | 102,7 | 57,9 | 65,0 | 116,8 | 43,9 | 26,0 | 79,1     | 120,9    | 258,8    | 225,7    | 684,5 |

| 2008                | Mesi | Mesi | Mesi | Mesi  | Mesi | Mesi  | Mesi  | Mesi  | Mesi | Mesi  | Mesi | Mesi | Stagioni | Stagioni | Stagioni | Stagioni | Anno    |
| 2008                | Gen  | Feb  | Mar  | Apr   | Mag  | Giu   | Lug   | Ago   | Set  | Ott   | Nov  | Dic  | Inv      | Pri      | Est      | Aut      | Anno    |
| ------------------- | ---- | ---- | ---- | ----- | ---- | ----- | ----- | ----- | ---- | ----- | ---- | ---- | -------- | -------- | -------- | -------- | ------- |
| Precipitazioni (mm) | 51,2 | 15,7 | 46,1 | 125,2 | 80,5 | 113,1 | 225,1 | 114,3 | 57,0 | 116,8 | 97,4 | 94,6 | 161,5    | 251,8    | 452,5    | 271,2    | 1 137,0 |

| Media 2004-2008     | Mesi | Mesi | Mesi | Mesi | Mesi | Mesi | Mesi  | Mesi  | Mesi | Mesi | Mesi | Mesi | Stagioni | Stagioni | Stagioni | Stagioni | Anno  |
| Media 2004-2008     | Gen  | Feb  | Mar  | Apr  | Mag  | Giu  | Lug   | Ago   | Set  | Ott  | Nov  | Dic  | Inv      | Pri      | Est      | Aut      | Anno  |
| ------------------- | ---- | ---- | ---- | ---- | ---- | ---- | ----- | ----- | ---- | ---- | ---- | ---- | -------- | -------- | -------- | -------- | ----- |
| Precipitazioni (mm) | 36,4 | 25,7 | 34,6 | 54,2 | 83,6 | 96,4 | 146,9 | 126,9 | 64,9 | 81,6 | 56,1 | 45,8 | 107,9    | 172,4    | 370,2    | 202,6    | 853,1 |

### Idrografia
San Giorgio è attraversata dal torrente Aurino (in ted. Ahr o Ahrn), che scorre approssimativamente in direzione nord-sud. Già dal 1443 è attestata l'esistenza di un canale, sopravvissuto nei secoli, derivato dal fiume stesso prima dell'ingresso in paese e destinato ad alimentare un mulino a 4 palmenti, un maglio e una segheria (Würkanal, noto come die Wiere: Mitterhofer 1985: 262). A queste installazioni in seguito si affiancò un fabbro; col tempo il mulino e il maglio sono spariti, ma la segheria e l'officina di fabbro rimasero in attività fino agli inizi del XX secolo, rimanendo note come "zona industriale nord".
All'altezza del primo terreno arativo di S. Giorgio (i.e.: "Mühllehen"), sulla parte destra dell'Aurino provenendo da Gais, si nota - se il livello dell'acqua è ai minimi - un gigantesco sasso di un antico mulino, situato nel mezzo di quello che è frattanto diventato il corso dell'Aurino. Ciò conferma l'utilizzo della forza motrice del fiume già in epoche remote ed in posti inimmaginabili. L'Aurino venne a lungo sfruttato anche per la fluitazione: proprio a San Giorgio esisteva, documentato fin dal 1570, uno sbarramento per la raccolta dei tronchi.
Lungo l'Aurino, poco prima della confluenza del Hirschbrunnbach, si trova la stazione di campionamento nº 11345 (Z_Ahr10) per il monitoraggio delle acque del torrente.
A valle del centro abitato il fiume rallenta il suo corso e tende a creare ristagni d'acqua lungo le rive, dando luogo a un particolare biotopo in cui trovano rifugio numerose specie tipiche dei luoghi umidi (Ahrauen, "ontaneti dell'Aurino"). In tale segmento dell'Aurino confluisce il "Greinwaldner Bachl", il quale collega gli "Ahrauen" con i "St. Georgener Möser", ove si trovano i "Mahler-Weiher", consistenti in piccoli specchi d'acqua coperti di canneto.
La zona acquitrinosa (St. Georgener Möser, "acquitrini di San Giorgio") si trova precisamente sul lato ovest del paese, tra i campi coltivati e il "gradino" morenico che porta al pianoro di Falzes, su un terreno percorso da piccoli corsi d'acqua alimentati da una serie di risorgive, la più importante delle quali, detta Kapra Brünnl (o Kapra Bründl), è captata (a partire dal 1953) per fornire l'acqua potabile al paese. La zona acquitrinosa un tempo era più estesa, e negli anni trenta venne in parte prosciugata per permettere la costruzione di una pista di aviazione (Mitterhofer 1985:275). Dal 2002 la zona è considerata area protetta ("Biotopo Paludi di San Giorgio-Georgener Moeser").
Nel novembre 2012 la riva sinistra dell'Aurino è stata attrezzata con un "parco fluviale" che consente sia di accedere al fiume per bagnarsi sia di riposare su panche e terrazzamenti erbosi. In virtù di questa e di altre opere nella frazione di Stegen/Stegona e nei comuni di Gais e Uttenheim/Villa Ottone, il "progetto di rivitalizzazione del Basso Aurino" è stato inserito tra i 77 progetti che hanno ottenuto il premio ambiente del Consiglio europeo 2012-2013.
Un altro corso d'acqua di notevole importanza per San Giorgio è il rio Hirschbrunnbach, che, nonostante la sua apparente modesta rilevanza, è stato spesso causa nel passato di disastrose esondazioni e frane. Infatti questo corso d'acqua, che nasce nei pressi della vetta del Monte Sommo (Sambock), nel suo primo tratto percorre un bacino ampio e con pendenze moderate, ma nell'ultimo tratto, dopo la Pitzinger Alm, prima di versarsi nell'Aurino, scorre in una gola stretta e ripida. Per questo, nel caso di forti temporali, il bacino superiore raccoglie un'enorme quantità d'acqua che poi si riversa tutta in una volta giù per la gola con una forza a volte distruttiva. A causa di questi episodi calamitosi, tutti i masi antichi della località Gissbach, ora, possono vantarsi di avere delle cantine, le quali non sono altro che i vecchi edifici rimasti sotto i fanghi arrivati con le esondazioni. Altresì, questo corso d'acqua è stato a lungo utilizzato per alimentare alcuni piccoli mulini, uno dei quali, con la facciata ornata di affreschi antichi, è tuttora conservato (Ehrenmühle).
Un ulteriore corso d'acqua che attraversa il territorio di San Giorgio, piccolo ma importante per il biotopo che lo caratterizza, è l'Auenbachl, o Auenfischer Bachl, che si versa nell'Aurino dalla sponda sinistra, e proviene dal Auenfischer-Weiher, un piccolo stagno tra i campi in direzione di Villa S. Caterina (ultimo rimanente di una serie di bacini costruiti nel Medioevo per l'allevamento di pesci destinati alla mensa del venerdì del vescovo di Bressanone). Anche il bacino di questo corso d'acqua è protetto (Biotopo Auenbachl).

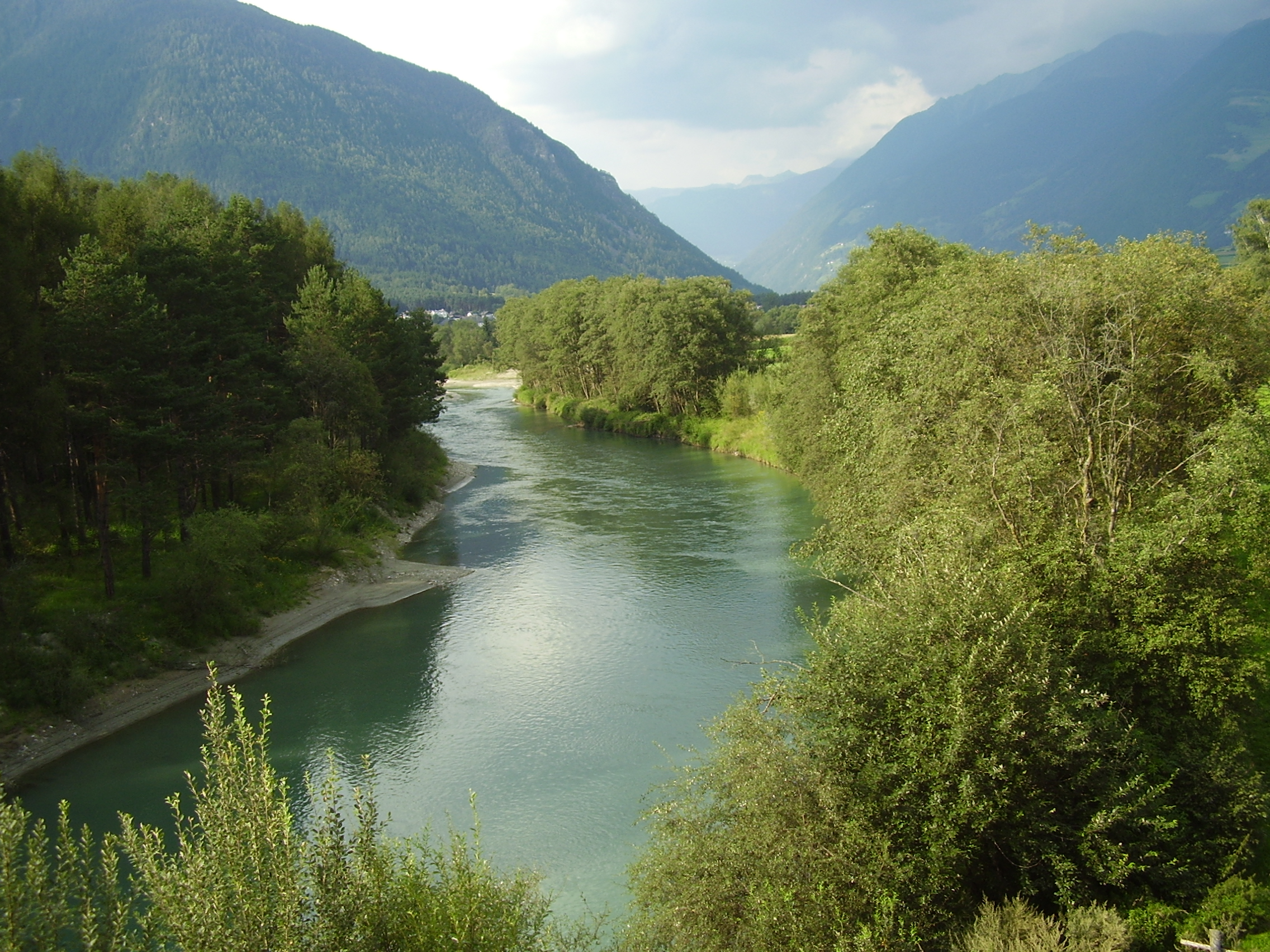
L'Aurino a valle di San Giorgio (vista verso nord)
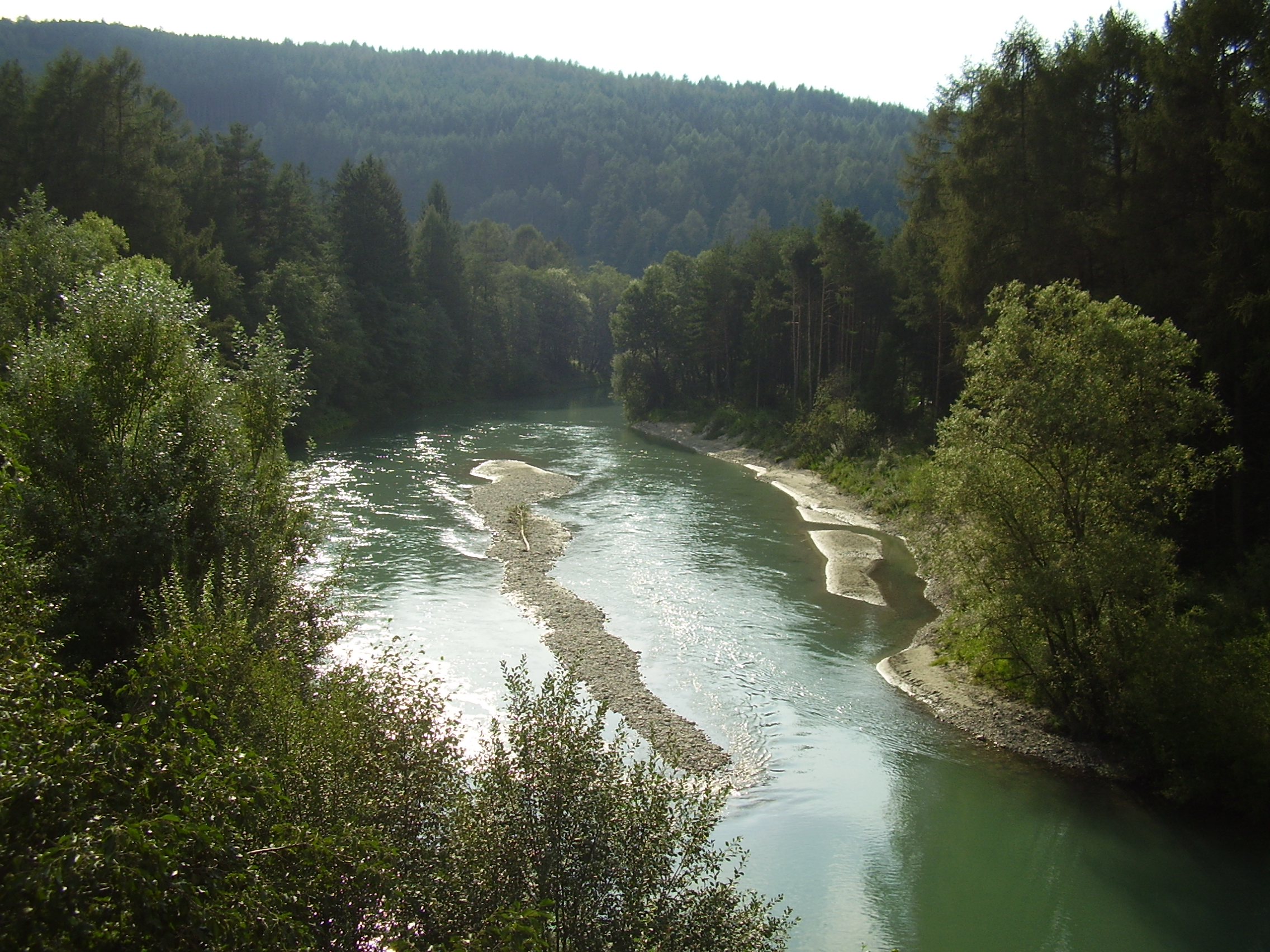
L'Aurino a valle di San Giorgio (vista verso sud-ovest)

### Orografia

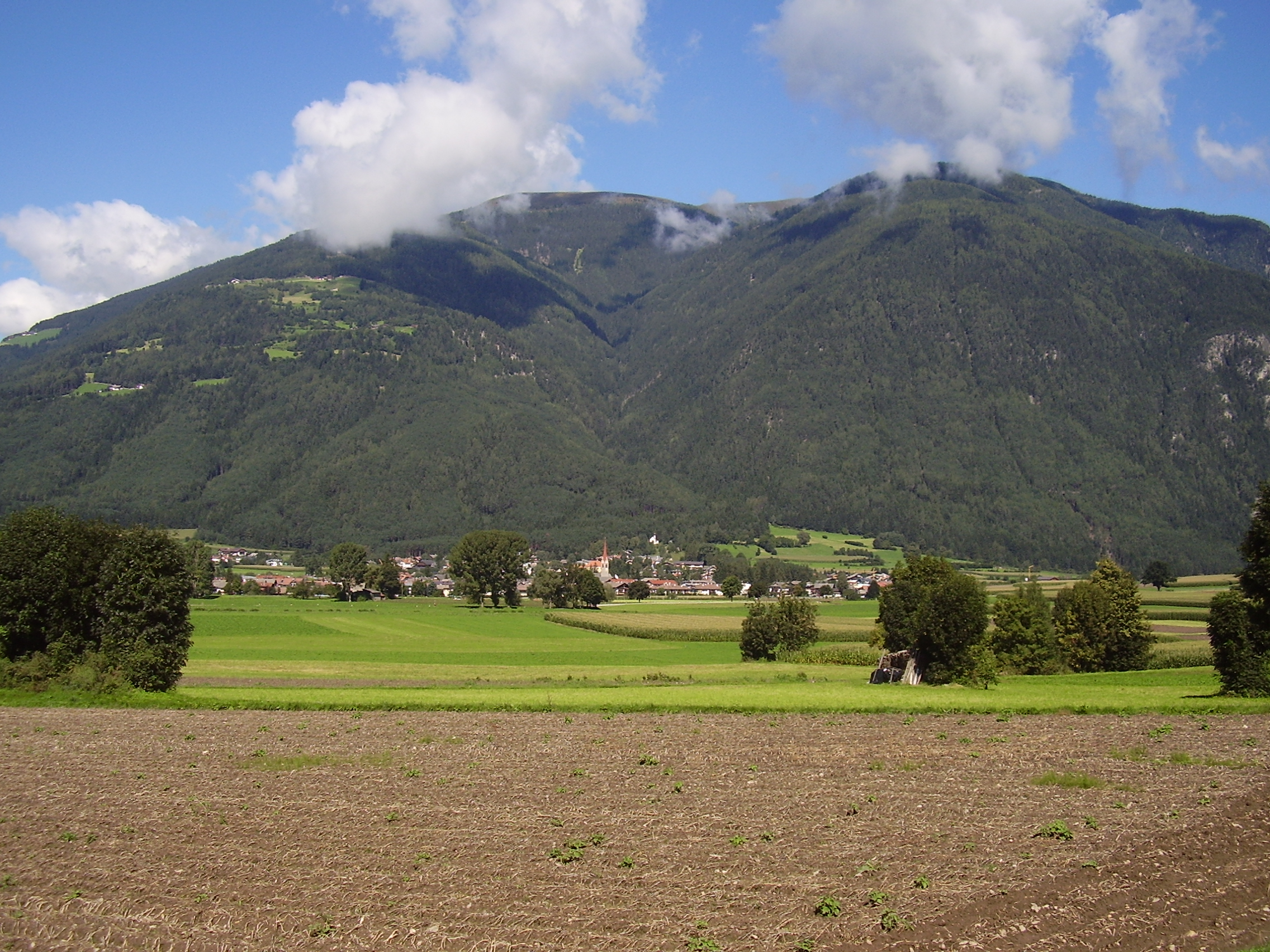
Ovest: S. Giorgio sotto il Sambock-Monte Sommo (veduta da Villa S. Caterina).

San Giorgio giace ai piedi del Sambock ("Monte Sommo", 2.417 m s.l.m.), che è posto a nordovest del paese e lo sovrasta. I fianchi del monte sono meno scoscesi in direzione ovest, dove digradano in modo regolare fino a Falzes, mentre sono più erti verso nord, dove sono ancora evidenti i segni di grosse frane del passato. Non a caso il quartiere di San Giorgio che si trova in quella direzione si chiama In der Lahn, cioè "Nella frana".
Dal fianco del Sambock, a poca distanza dal paese, sporgono due caratteristici colli rocciosi coperti di detriti morenici, a poca distanza l'uno dall'altro, denominati rispettivamente die große Pipe (1.082 m s.l.m.) e die kleine Pipe (995 m), cioè "la grande e la piccola Pipe".
Più a valle, i depositi alluvionali dell'Hirschbrunnbach hanno costituito un conoide di deiezione - di forma alquanto irregolare -, che è sfruttato per le coltivazioni (Kofelfelder, Pfeiffer-Bichl).
Sul lato opposto dell'Aurino si estende un conoide molto più ampio e dalla forma regolare, che sale come un triangolo da Gais e Villa S. Caterina fino all'imbocco della Bärental, dominata da un'altura su cui sorge il castello medievale di Castello di Chela (Kehlburg).
Altri monti visibili da San Giorgio sono:
- a nord-est la Schwarze Wand (3.105 m), in fondo alla valle di Mühlbach;
- ad est, in lontananza, le Dolomiti di Fanes-Braies, con la sagoma caratteristica della Croda del Becco (2.810 m);
- a sud il Plan de Corones (2.275 m) e, più distante, a destra (ovest) il Sass de Putia (2.875 m).

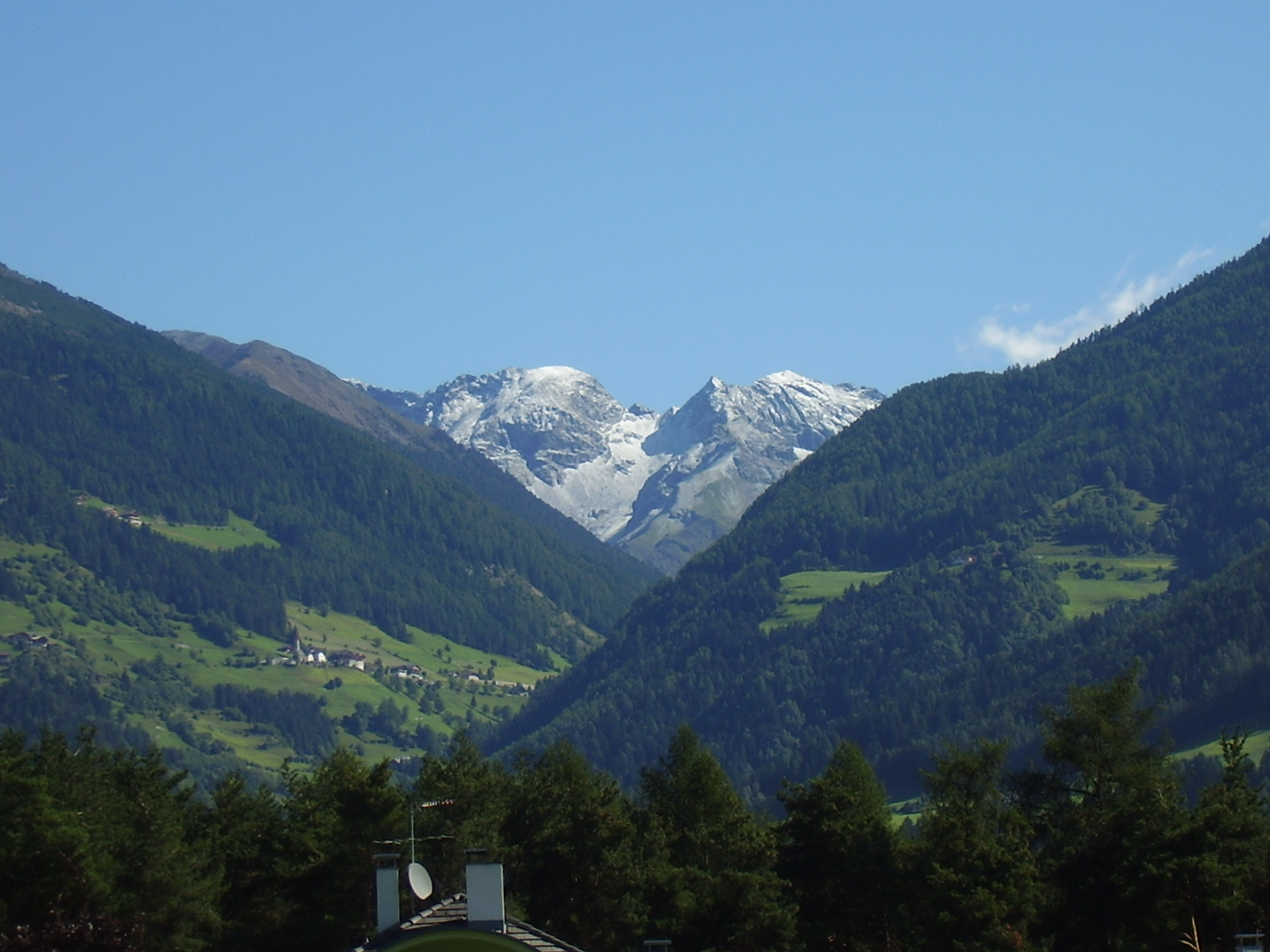
Nord-Est: la valle di Mühlbach, che sale alla Schwarze Wand
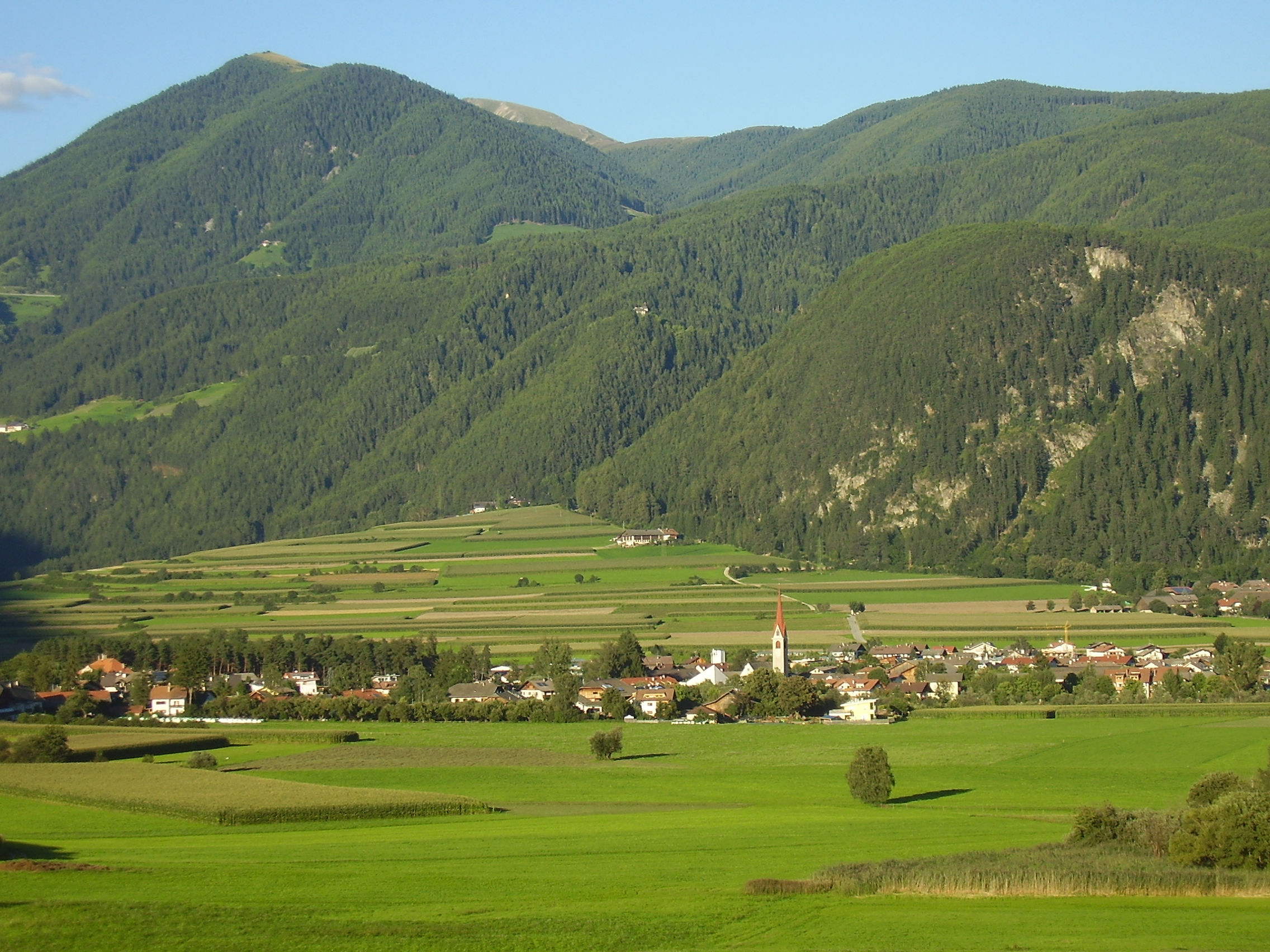
Est: il triangolo regolare del conoide di deiezione tra Gais e Villa S. Caterina
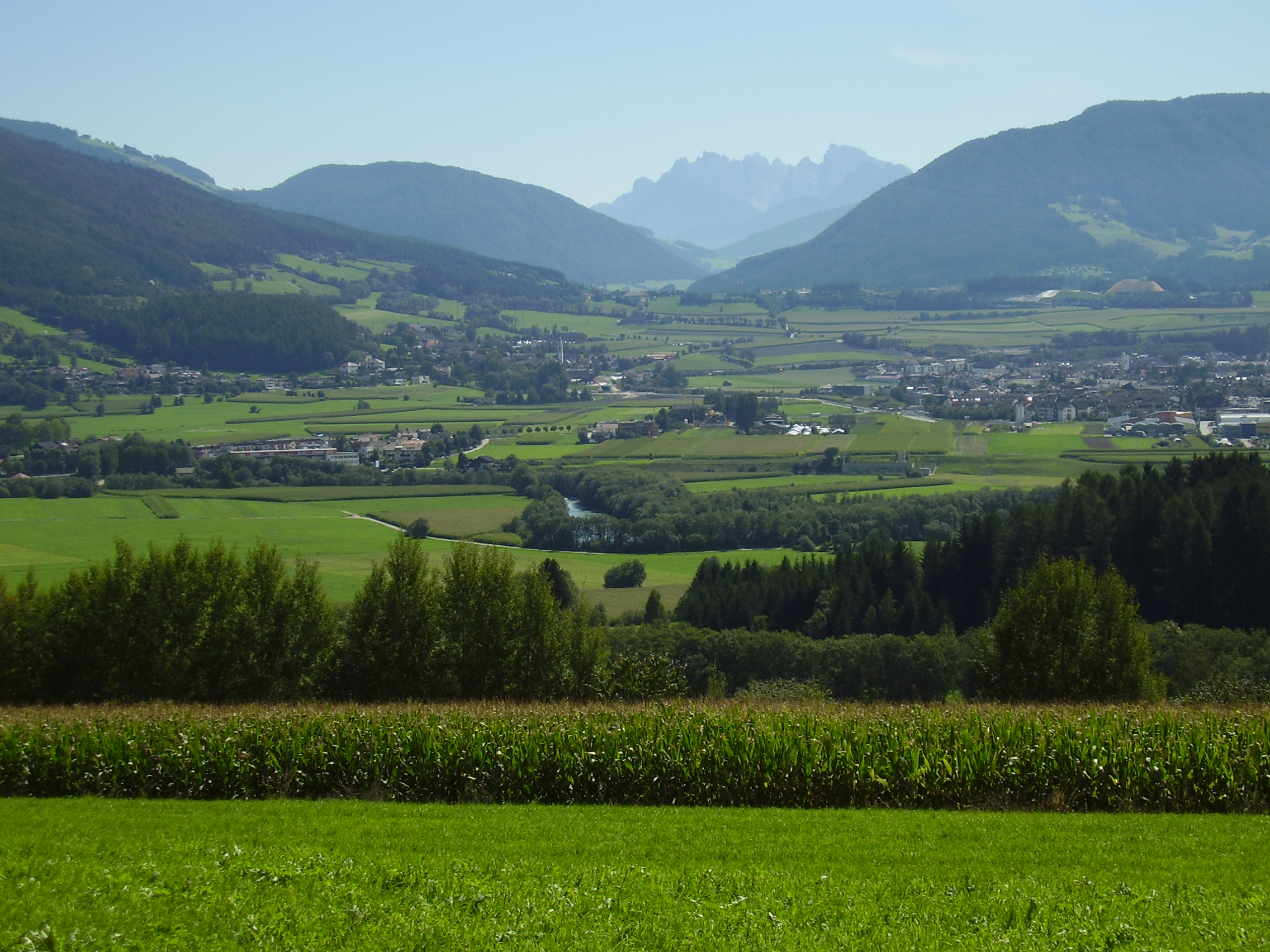
Sud-Est: vista della Pusteria da Talacker. Sullo sfondo le Dolomiti di Fanes-Braies
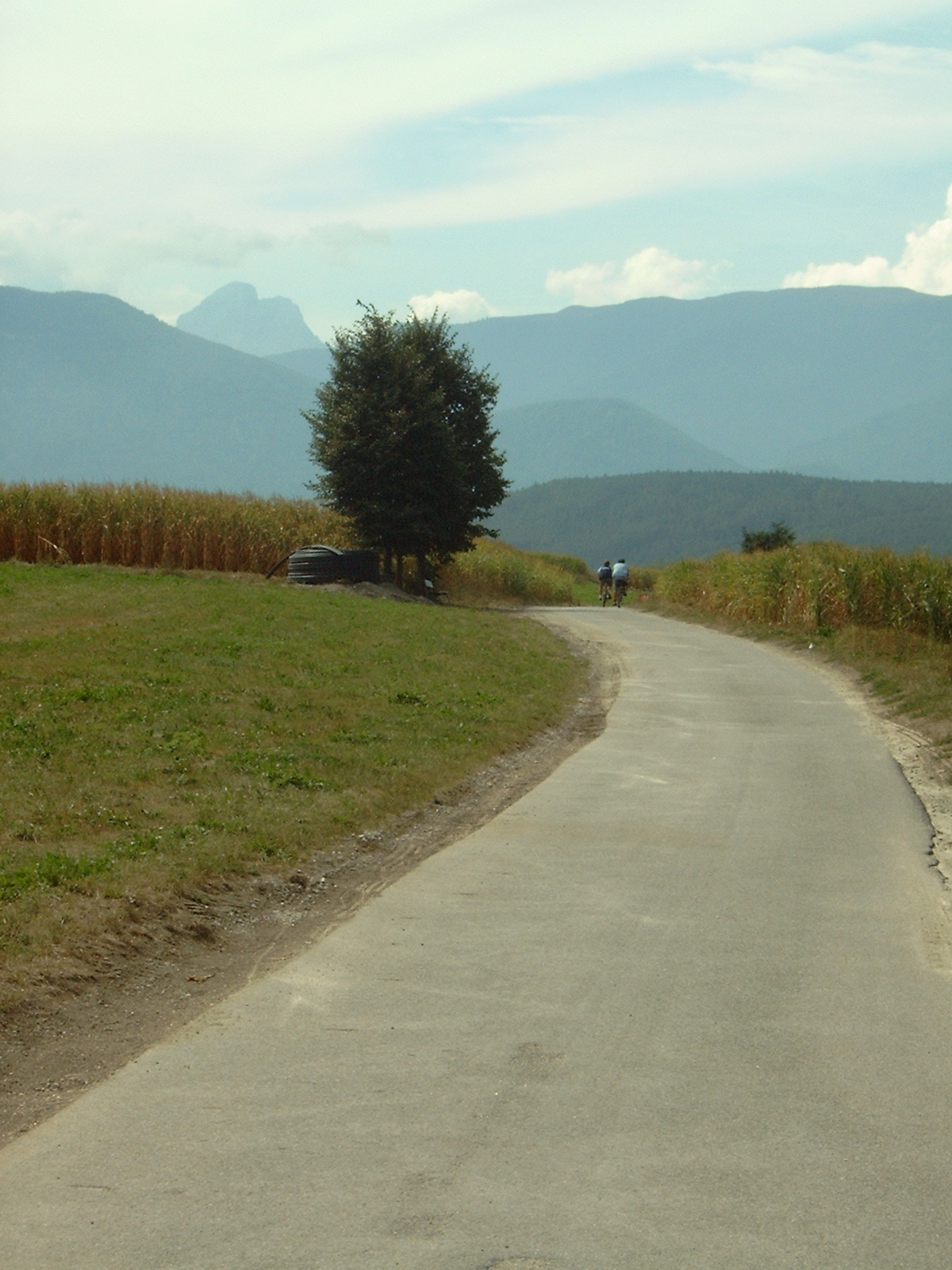
Sud-Ovest: il Sass de Putia in lontananza, visto dalla pista ciclabile

## Storia

### Preistoria
San Giorgio è stata una delle località più anticamente abitate dell'Alto Adige. Scavi effettuati in diverse occasioni hanno mostrato l'esistenza di resti di abitazioni (castellieri) e manufatti del bronzo antico ("cultura di Polada") vicino alle sommità della Grande e della Piccola Pipe. Si calcola che gli insediamenti risalgano perlomeno al 1800-1500 a.C. Tracce di attività fusoria fanno pensare che qui fosse lavorato il rame proveniente dai giacimenti della Valle Aurina. La foggia di alcuni reperti (in particolare due spilloni di bronzo) sembra dimostrare un collegamento con culture coeve del salisburghese e della Baviera, confermando il ruolo svolto già anticamente dalla valle Aurina come via di collegamento con le regioni a nord delle Alpi (Mitterhofer 1985: 32).

### Età romana
La val Pusteria, e quindi anche il territorio di San Giorgio, apparteneva alla regione del Norico, annessa all'Impero romano sotto Claudio (intorno al 50 d.C.), anche se le popolazioni locali (probabilmente Celti ed Illiri) erano venute a contatto con la cultura latina già dall'epoca di Augusto. Di questa epoca - abbondantemente testimoniata da reperti archeologici a San Lorenzo di Sebato - a S. Giorgio si conoscono solo alcuni corredi funerari ritrovati nei Campi della Rienza, ed alcune monete che sarebbero state scoperte sul suo territorio ma ora sembrano disperse (Mitterhofer 1985: 34). Infine, merita menzione un piccolo cunicolo, il quale si suddivide al suo interno. Questo è situato nella pineta a nord del paese sulla sponda sinistra del "Hirschbrunnbach" (nominato anche "Gissbach"), non lontano dalla "Piccola Pipe". All'interno si notano evidenti tracce di scalpello, probabilmente di età romana. Ipotesi successive vogliono che il cunicolo sia il resto di una miniera dalla quale si prelevavano dei metalli.
Fu probabilmente in età romana che ebbe inizio la cristianizzazione della regione.

### Medioevo
Con la fine dell'impero romano, diversi popoli, soprattutto germanici si affacciarono sul territorio. In particolare furono i Bavari (o Baiuvari) che si installarono in Pusteria intorno al 600 d.C.: la toponomastica locale riflette l'apporto linguistico di questa popolazione (Mitterhofer 1985: 34-5). Secondo Tinkhauser (1981: 35), le località denominate con nomi di santi, come San Lorenzo, Castel di San Michele (St. Michelsburg), Santo Stefano (Stefansdorf) e la stessa San Giorgio risalirebbero proprio a quell'epoca in cui il cristianesimo veniva introdotto ad opera dei principi baiuvari, ispirati dai vescovi di Sabiona.

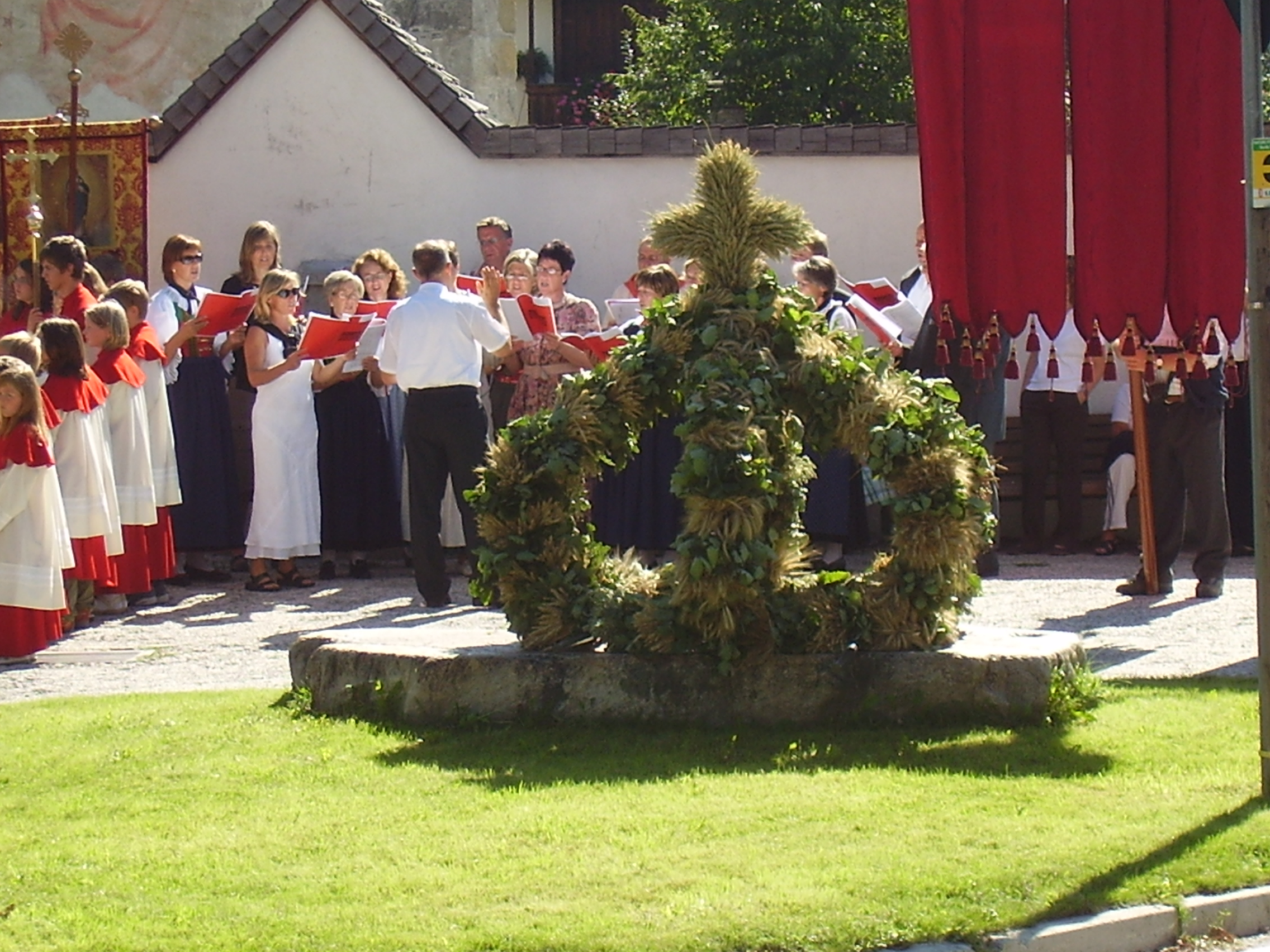
L'antica "pietra del giudizio" (Gerichtsstein o Palmstein), ancora utilizzata per pubbliche cerimonie: qui regge la "corona del raccolto" (Erntekranz) nel corso della Sagra del paese (Kirschta).

Il più antico documento in cui si fa menzione di San Giorgio risale all'anno 861. Una donazione del nobile pusterese Kegio ad Annone, vescovo di San Candido, reca la menzione Actum est in publico placito prope ecclesiam sancti Georii anno incarnationis domini nostri Iesv Christi DCCC. LXI. ("Redatto in un placito pubblico presso la chiesa di S. Giorgio nell'anno del Signore 861"). È significativa qui la menzione di un placito, cioè di una seduta pubblica di amministrazione della giustizia, perché si accorda con l'esistenza di una grossa pietra piatta, con segni di incisioni intenzionali, di alta antichità, conosciuta come Gerichtstein o Palmstein (a volte anche Julstein), che probabilmente sosteneva una tavola intorno alla quale si tenevano pubbliche adunanze per l'amministrazione della giustizia. La località di San Giorgio, quindi, si caratterizzava probabilmente come Thingplatz/Dingstätte, luogo per siffatte riunioni (Thing o Ding).
A un vero centro abitato fa cenno un altro documento, datato tra il 985 e il 989, in cui Enrico, duca di Carinzia, dona al vescovo di Bressanone Alboino due masi (in lat. hubae, ted. huben), uno a Villa S. Caterina (in villa Afhouun) ed uno a S. Giorgio (in villa Sancti Georgii).
Nel 1027 l'imperatore Corrado II il Salico cedette diversi territori, tra cui quello di San Giorgio, al vescovo di Bressanone, che acquisì così un forte potere temporale su queste regioni. Col tempo, però, il potere dei principi vescovi venne sempre più efficacemente contrastato dalla nobiltà che prese il controllo su queste regioni, a partire da Mainardo II, conte del Tirolo (1238-1295). Fu poi la volta di Federico IV d'Asburgo (noto col nomignolo di Friedl mit der leeren Tasche, "Federico Tascavuota"), che ebbe una politica di sostegno ai contadini, i quali avevano posto nel Landtag tirolese accanto a nobili, clero e cittadini (Bürger).
La creazione della città fortificata di Brunico (Brauneggen) nel 1256 ad opera del vescovo Bruno von Kirchberg costituì una svolta nella storia di San Giorgio, che venne a trovarsi in posizione subordinata nei confronti del borgo che cresceva nelle sue vicinanze e che era spesso dimora del vescovo stesso. Diversi masi del paese avevano lo statuto di Mairhof, cioè sede di un fattore alle dirette dipendenze dell'amministrazione del castello di Brunico.

### Età della Riforma

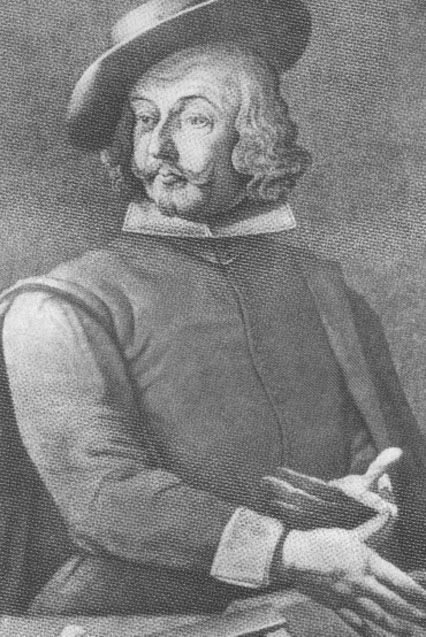
Jakob Hutter

Ai primi del Cinquecento, una serie di eventi scossero l'Europa ed ebbero ripercussioni fino in Tirolo: la riforma protestante e la guerra dei contadini tedeschi.
Quest'ultima era stata causata da molteplici fattori, tra cui le crescenti pretese di nobiltà e clero. Un documento del tempo contiene le lagnanze dei Küchenmaier di Brauneggen (incaricati di provvedere, come corvée, alla mensa del vescovo quando questi era Brunico), quattro dei quali di San Giorgio, che si lamentavano per il fatto che il vescovo soggiornava a Brunico sempre più a lungo, con una corte sempre più numerosa e con pretese sempre crescenti (Mitterhofer 1985: 46). La rivolta, che in Tirolo scoppiò nel maggio del 1525 sotto la guida di un contadino di Anterselva (Antholz), Peter Passler, venne però rapidamente e sanguinosamente domata.
Dal punto di vista religioso, la valle Aurina, e in particolare San Giorgio, non rimasero indenni dalle nuove idee riformatrici che venivano da Oltralpe, e furono per diverso tempo sedi di importanti comunità di anabattisti (Täufer). Un rapporto del 1532 parla di assemblee di anabattisti nella casa di Andrä Zimmermann a San Giorgio, e rileva che "l'intero villaggio di San Giorgio è contaminato dall'anabattismo" (mit widertauff befleckt, Mitterhofer 1985: 47). Per nascondersi dalle persecuzioni gli anabattisti presero a darsi convegno nei boschi sopra San Giorgio, e si sa che tra essi vi fu, nel 1533, anche Jakob Hutter, capo del movimento in Tirolo.
Molti anabattisti, individuati, si videro confiscate le proprietà e furono giustiziati (così il sopracitato Andrä Zimmermann, ma anche suo figlio Christoff, nonché Madlen Stainer, Anna Stainer e Paul Rumer). Fu a causa della persecuzione contro gli anabattisti che la nobile famiglia Grembs si estinse, essendo i discendenti maschi fuggiti dal Tirolo. Molti infatti cercarono rifugio all'estero, in particolare in Moravia e perfino in Ucraina (in tempi più recenti anche in Nordamerica: Stati Uniti e Canada, dove tuttora vivono comunità di hutteriti di lingua tedesca). Ma lo scisma continuò ad avere adepti ancora per molto tempo in questa regione.

### Età napoleonica

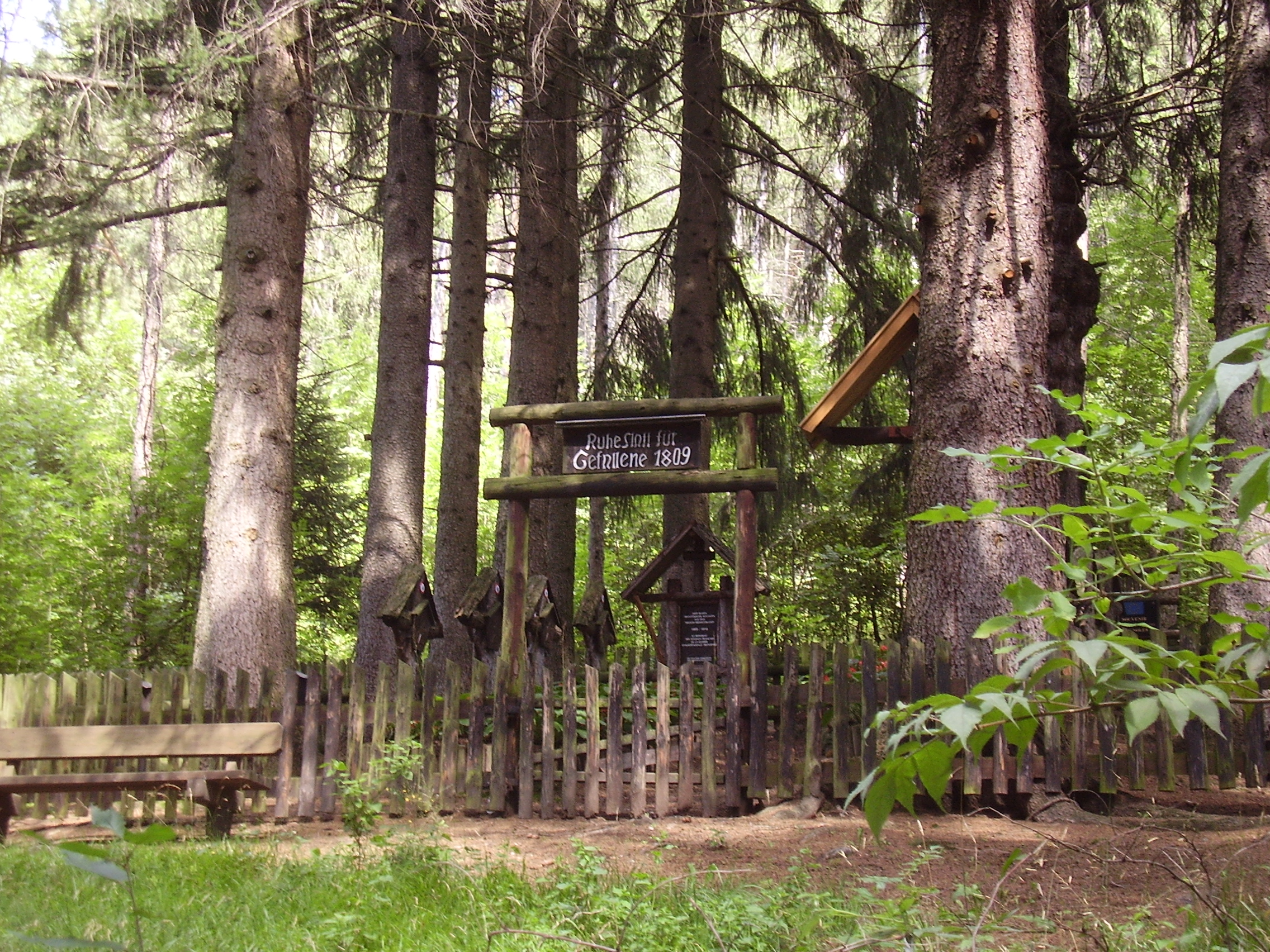
Un cimitero di guerra a Teodone (Dietenheim) con i resti di alcuni soldati francesi caduti nel 1809.

Fin dai tempi dell'imperatore Massimiliano I le popolazioni del Tirolo erano organizzate per difendere militarmente il paese ("Landlibell": 23 giugno 1511), e Alting a San Giorgio era uno dei luoghi di concentramento delle truppe quando avveniva una chiamata alle armi. La cronaca ricorda che ciò avvenne anche nel marzo del 1797, in occasione della guerra contro Napoleone.
Anche in occasione della sollevazione del 1809 gli Schützen di San Giorgio contribuirono, insieme alle altre truppe pusteresi, alla conquista di Innsbruck con la conseguente, sia pur effimera, liberazione del Tirolo. E in seguito, quando l'intervento francese cominciò a ribaltare la situazione, molti episodi eroici videro protagonisti uomini di San Giorgio, in particolare in occasione dell'assalto alla città di Brunico, condotto tra il 30 novembre e il 2 dicembre 1809. L'operazione militare, iniziata con la cattura dei presidi francesi ad Aufhofen e Dietenheim, proseguì con il concentramento dei volontari sui campi della Rienza ricoperti di neve, e un successivo attacco, al riparo di slitte cariche di fieno, passando dalla strada di Aufhofen e Dietenheim. Nonostante l'eroismo dei combattenti, male armati contro un avversario che disponeva di artiglieria, l'assalto venne respinto e, tra gli altri caduti, si registrò la perdita di Bartlmä Müller, originario del posto.

### XX secolo
Nel corso della prima guerra mondiale, al termine della quale il Sud Tirolo venne separato dall'Austria e annesso all'Italia, San Giorgio pagò un pesante tributo di sangue: in una cappella del cimitero sono ricordati 18 tra caduti e dispersi su una popolazione, all'epoca, di circa 500 persone.
Sotto il fascismo, che cercò di italianizzare con ogni mezzo l'Alto Adige, a San Giorgio furono molto attive le Katakombenschule (le "scuole nelle catacombe") per preservare e trasmettere il patrimonio linguistico e culturale ancestrale.
San Giorgio fu comune autonomo fino a tutto il 1927. A partire dal 1928 S. Giorgio venne assorbito come frazione nel comune di Brunico, insieme a Riscone (Reischach), Stegona (Stegen), Villa Santa Caterina (Aufhofen) e Teodone (Dietenheim).
Nel periodo delle "Opzioni" del 1939, quando ai sudtirolesi venne imposto di scegliere se restare nel loro paese italianizzandosi o trasferirsi altrove in territorio germanico, la totalità degli abitanti di San Giorgio (con la sola eccezione dei sacerdoti e di una famiglia mista italo-tedesca), optarono per lasciare il paese. In conseguenza di ciò, un primo contingente di 128 persone abbandonarono il paese nel 1939. Gli eventi successivi impedirono che altri li seguissero.
Nel corso della seconda guerra mondiale, San Giorgio ebbe non meno di 29 tra caduti e dispersi, su un totale di circa 650 abitanti.
In quegli anni si verificarono nel paese anche alcune gravi calamità: un'alluvione causata dallo straripamento dell'Hirschbrunnbach dopo un temporale il 10 agosto 1940 (in quell'occasione si ebbe a registrare una vittima, il soldato italiano Alberto Pisetta - ricordato da una lapide -, e tutta la parte alta del paese fu devastata), e due gravi incendi: il primo, avvenuto il 5 maggio 1941, che distrusse 15 case di Gissbach (e tra esse il "Gasthof Bäck", che ospitava tutto il materiale della Musikkapelle, che andò così in fumo); il secondo l'anno successivo, il 30 ottobre 1942, che distrusse altre 5 case, sempre a Gissbach.

## Società

### Evoluzione demografica
Con 2.058 abitanti (dati del 2007), la popolazione di San Giorgio costituisce il 13,84% della popolazione complessiva del comune di Brunico (14.876). Dopo il capoluogo, Brunico (8.395 abitanti, 56,43% del totale), San Giorgio è l'abitato più numeroso, di poco superiore a Riscone (1.797 abitanti, 12,08%).
Come mostra il grafico, la popolazione di San Giorgio è rimasta per lungo tempo stabile, nell'Ottocento e fino agli inizi del Novecento (nel 1844 si contavano 449 abitanti e 52 case e nel 1910 437 abitanti e 56 case), cominciando a crescere negli anni venti e trenta. Questa tendenza si inverte bruscamente con la seconda guerra mondiale, sia a causa dei decessi, sia a causa di un numero considerevole di Optanten che abbandonarono il paese nel 1939. Nel dopoguerra, la curva demografica prende a salire decisamente. Nei 6 anni tra il 2001 e il 2007 il comune di Brunico nel suo complesso ha registrato un forte incremento demografico, (7,49%) passando da 13.762 a 14.876 abitanti. L'incremento di San Giorgio, inferiore alla media comunale, è del 5,81% (di poco superiore, comunque, alla crescita del capoluogo: +5,76%), mentre gli incrementi maggiori si sono registrati a Stegona/Stegen (+21,18 %) e Riscone (+16,46%).

### Lingue e dialetti
La quasi totalità degli abitanti di San Giorgio è germanofona. I dati dell'ultimo censimento (2001) non forniscono i rilevamenti per le singole frazioni. Per il comune di Brunico le cifre sono le seguenti: 83,14% di madrelingua tedesca, 14,91 di madrelingua italiana e 1,95 di madrelingua ladina. Il concentramento nel capoluogo delle attività più praticate dagli italofoni (in particolare quelle di funzionari dello Stato, militari, ecc.), e spesso anche delle loro residenze, permette di ritenere che nelle frazioni la percentuale di appartenenti a questo gruppo linguistico sia ancora più ridotta.
La lingua parlata a San Giorgio è una varietà pusterese di sudtirolese. Alcuni testi nel dialetto locale - principalmente filastrocche e canzoncine infantili - sono riportati in Mitterhofer (1985: 316 e ss.).
Una strofetta tradizionale del periodo natalizio, posta accanto ad un testo corrispondente in tedesco standard, può fornire un esempio delle particolarità linguistiche di questo dialetto:
(A glickseligis nois Johr
's olte isch gor, 's noie isch do,
's Christkindl mitn krausn Hoar
rill, röll, roll,
olla Kischtn und Kaschtn voll,
in do Stube an augidecktn Tisch
af olla vier Eggen an gibrotn Fisch,
in do Mitte a Liter Wein,
daß Baur und Beirin kenn luschtig sein!)

## Geografia antropica

### Urbanistica
La frazione è costituita da due parti, separate dal torrente Aurino: San Giorgio alla sinistra e Gissbach (anche Giessbach, Gißbach; pronuncia locale: Gissbåch) alla destra orografica. Il ponte che unisce le due parti del paese si trova di fronte alla chiesa parrocchiale (Kirchenbrücke); in precedenza ne esisteva anche un altro, più a valle, costruito da prigionieri di guerra russi durante la prima guerra mondiale, il cosiddetto Russenbrücke, di cui sono ancora visibili le spalle su entrambe le sponde all'altezza del campo sportivo. Un altro ponte, verso nord, venne costruito, nel 1948/'49, per far transitare sulla riva destra la strada statale della valle Aurina, abbandonando il tracciato stradale precedente sulla riva sinistra.

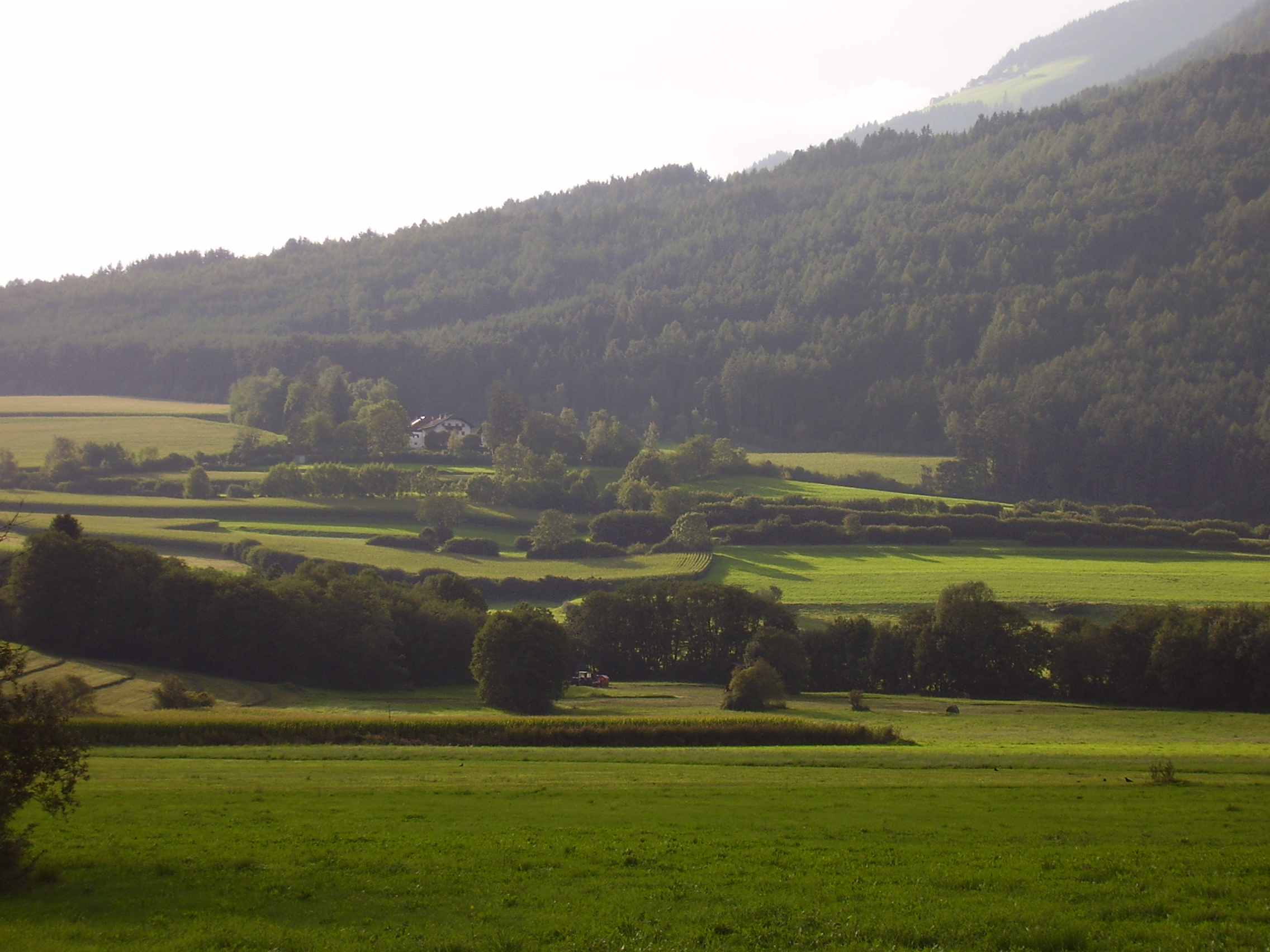
I campi e le case di Talacker

### Toponomastica
Oltre a questa divisione principale, nella frazione si individuano diverse località: Talacker (o Talackerer, ad ovest, sulla strada che porta a Grimaldo/Greinwalden e Falzes); In der Lahn (sul lato nord, oltre l'Hirschbrunnbach); Zum hohen Kreuz (a nord-est, all'inizio della vecchia strada per Gais); Alping (a sud, in direzione di Brunico); Flugplatz, Im Sack e Alting (i vasti campi a sud, sulla riva destra dell'Aurino: le uniche parti del paese completamente prive di abitazioni).
Alcune di queste denominazioni sono "trasparenti". Tal-Acker significa "campo della valle" (anche se, per la verità, è il cognome del primo proprietario del fondo, nel 1443). In der Lahn significa "nella frana", con allusione alle tracce di antiche frane in quella parte del paese. Zum Hohen Kreuz vale "alla Croce alta", con allusione ad un curioso crocefisso che si trova lungo l'antica strada di Gais, che è issato su un alto palo visibile da lontano. Im Sack ("nella sacca") sono i terreni compresi in un'ampia ansa dell'Aurino.
Alting sembra connesso con una parola Thing o Ding, che in antico alto tedesco designava un'assemblea del popolo e una corte di giustizia (il nome althing, propriamente "assemblea generale", designa tuttora il parlamento nazionale islandese). La tradizione vuole che qui anticamente fosse il luogo in cui si teneva un grande mercato, cui corrisponde il moderno Stegener Markt, il mercato mensile di Stegona (Mitterhofer 1985: 38).
La toponomastica locale è molto ricca, ed esistono denominazioni specifiche per molti luoghi di minore rilevanza. Ad esempio il Flatschwaldile (un boschetto al bordo occidentale del paese, attrezzato con un piccolo parco giochi e un padiglione per feste nel bosco), Peinten, una zona di campi ad est dell'abitato, divenuta notevolmente urbanizzata, Waglerzäune e Lanazäune (siepi Wagler e Lana), in direzione rispettivamente di Talacker e di In der Lahn, ecc.

#### Stradario
Lo stradario di San Giorgio riflette in larga misura le denominazioni "storiche" della località:
- nomi delle parti del paese (Gissbachstraße, Pipenstraße, Maria-Hilf-Straße, In der Lahn, Kirchweg e Kirchplatz "via e piazza della chiesa", Zum Hohen Kreuz, Uferstraße "via lungo fiume", Peintenweg, Am Alping, Rienzfelderweg, Auenweg e Fischerweg, nei pressi dell'Auenfischer Bachl),
- nomi delle strade che lo attraversano: Ahrntaler Straße, la statale della Valle Aurina, Talackerweg e Kehlburgweg, le due strade che dirigono a Talacker e al Kehlburg,
- nomi delle antiche famiglie nobili del luogo (Gremsenstraße e von Troyer-Weg)

Invece alcune vie "nuove" (tra la statale e i campi di Villa S. Caterina) hanno perlopiù nomi "di fantasia" (Enzianweg "via Genziana", Edelweißweg "via Stella alpina").

### Suddivisioni storiche
Fin dal Medioevo la parte a destra dell'Aurino fu sottoposta alla signoria di alcune famiglie nobili, col titolo di signori di Gispach (o Giesbach), in particolare la famiglia Troyer, che intorno al 1670 acquisì statuto baronale (Freiherr) e poco dopo comitale (Graf). Nel 1696 l'imperatore Leopoldo I conferì al conte Franz Anton Troyer von Gießbach una propria giurisdizione autonoma di Burgfriede (qualità di "borgo franco") estesa a tutto il territorio alla destra dell'Aurino. Per questo suo statuto particolare nel 1810 la Burgfriede di Gießbach venne trasformata in un comune (Gemeinde), annesso prima al giudizio (Landgericht) di Taufers (Tures) e poi, nel 1829, a quello di Brunico.
Solo nel 1850 Gissbach si unì a San Giorgio venendo a formare un unico comune. Fino al grande accrescimento del paese dopo la fine della seconda guerra mondiale, Gissbach continuò ad avere più abitanti di San Giorgio (Mitterhofer 1985: 276).

## Monumenti e luoghi d'interesse

### Architettura religiosa

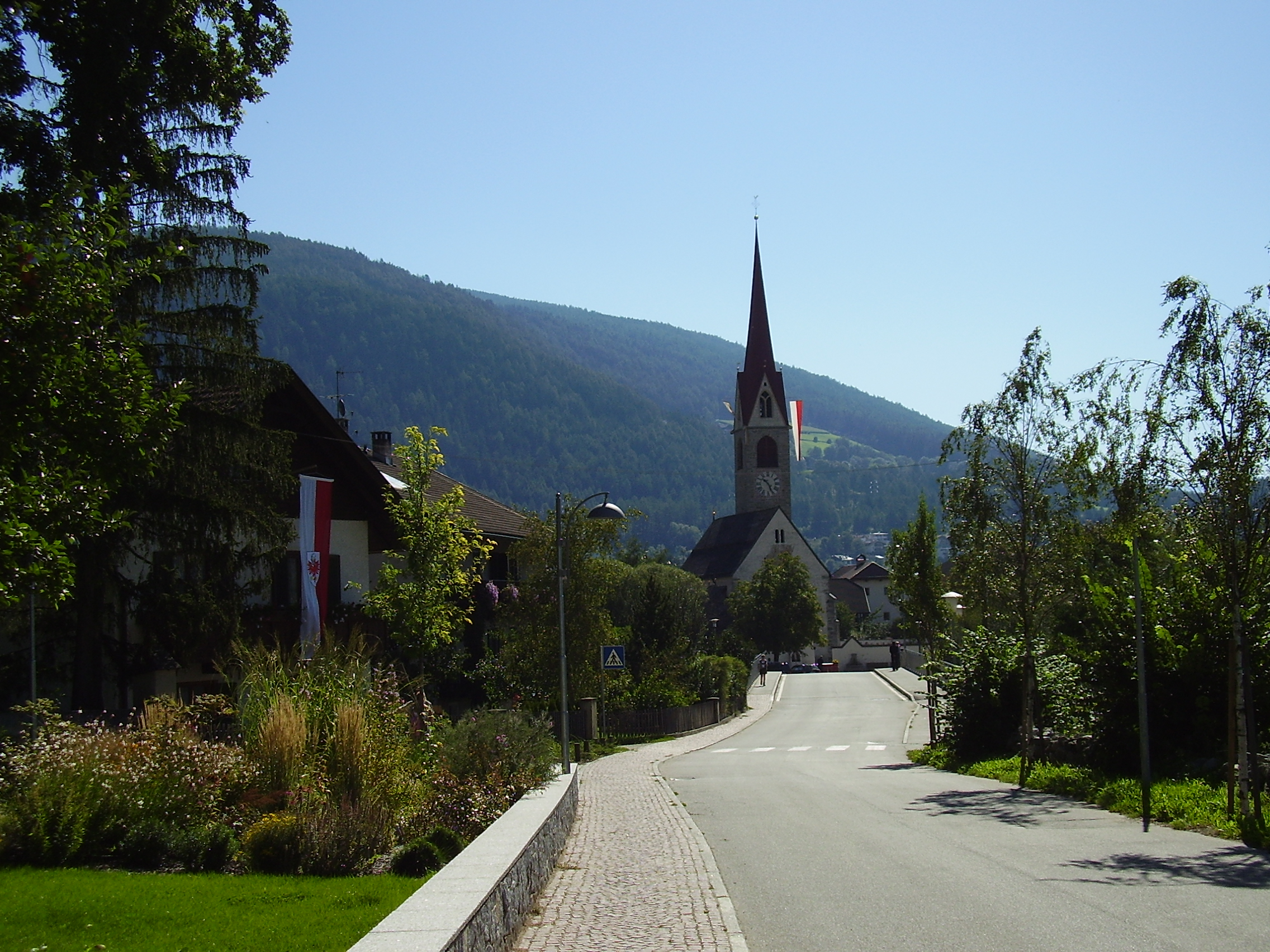
La chiesa di S. Giorgio e il ponte che vi conduce da Gissbach.

- Chiesa di San Giorgio. La chiesa parrocchiale, che dà il nome al paese, è menzionata già nei primi documenti noti del IX secolo. Si trattava, con tutta probabilità, di una costruzione di legno di cui sono sparite le tracce. Numerosi resti di una successiva chiesa romanica in pietra sono stati rinvenuti nel corso di restauri recenti. La pianta originaria era rettangolare e lunga poco più della metà. In un secondo momento le venne aggiunta un'abside semicircolare, portata alla luce nel corso dei restauri del 1978. Tra le pietre utilizzate per la chiesa ve n'è una, che deve risalire ad epoche molto antiche, in cui è inciso lo schema del gioco del mulino. La chiesa venne ampliata a più riprese, nel corso dei secoli.[31] In particolare i due rifacimenti maggiori si ebbero in epoca gotica e tardo-gotica. Al termine della ricostruzione iniziata nel 1475, il vescovo ausiliare di Bressanone Konrad Reichard consacrò la nuova chiesa il 21 gennaio 1483, con un atto, tuttora conservato, in cui stabiliva che la festa della chiesa si sarebbe celebrata ogni anno la domenica successiva a san Bartolomeo (24 agosto). Il Kirschta (festa della chiesa) seguita a svolgersi nell'ultima domenica di agosto. Nel 1983 è stato celebrato il cinquecentesimo anniversario della consacrazione.
- Nuova chiesa dedicata alla Trinità, costruita accanto alla vecchia, ormai insufficiente a contenere i fedeli, ed impossibile da ampliare senza distruggerne il patrimonio storico e artistico. La costruzione ha richiesto poco più di un anno tra il 9 dicembre 1989 (posa della prima pietra) e il 26 maggio 1991 (festa della S. Trinità, consacrazione). Il progetto, scelto in un concorso tra 26 partecipanti, è dello studio di architettura Kerschbaumer und Pichler di Bressanone. L'estetica è essenziale ma molto funzionale. Dall'esterno la chiesa (collocata in una posizione che quasi la cela alla vista, lasciando spazio al vecchio edificio) si presenta con forma triangolare, interamente imbiancata, quasi a simboleggiare una vela od una tenda, mentre l'interno, a forma di emiciclo, fa sì che l'altare, posto al centro, sia ben visibile da tutti. Sopra l'altare campeggia una scultura di bronzo raffigurante la Trinità dello scultore Martin Rainer (n. 1923). In una nicchia nel muro ad un'altezza che la rende ben visibile è conservata una pietà del XV secolo, che originariamente si trovava in un altare laterale della vecchia chiesa.[32]

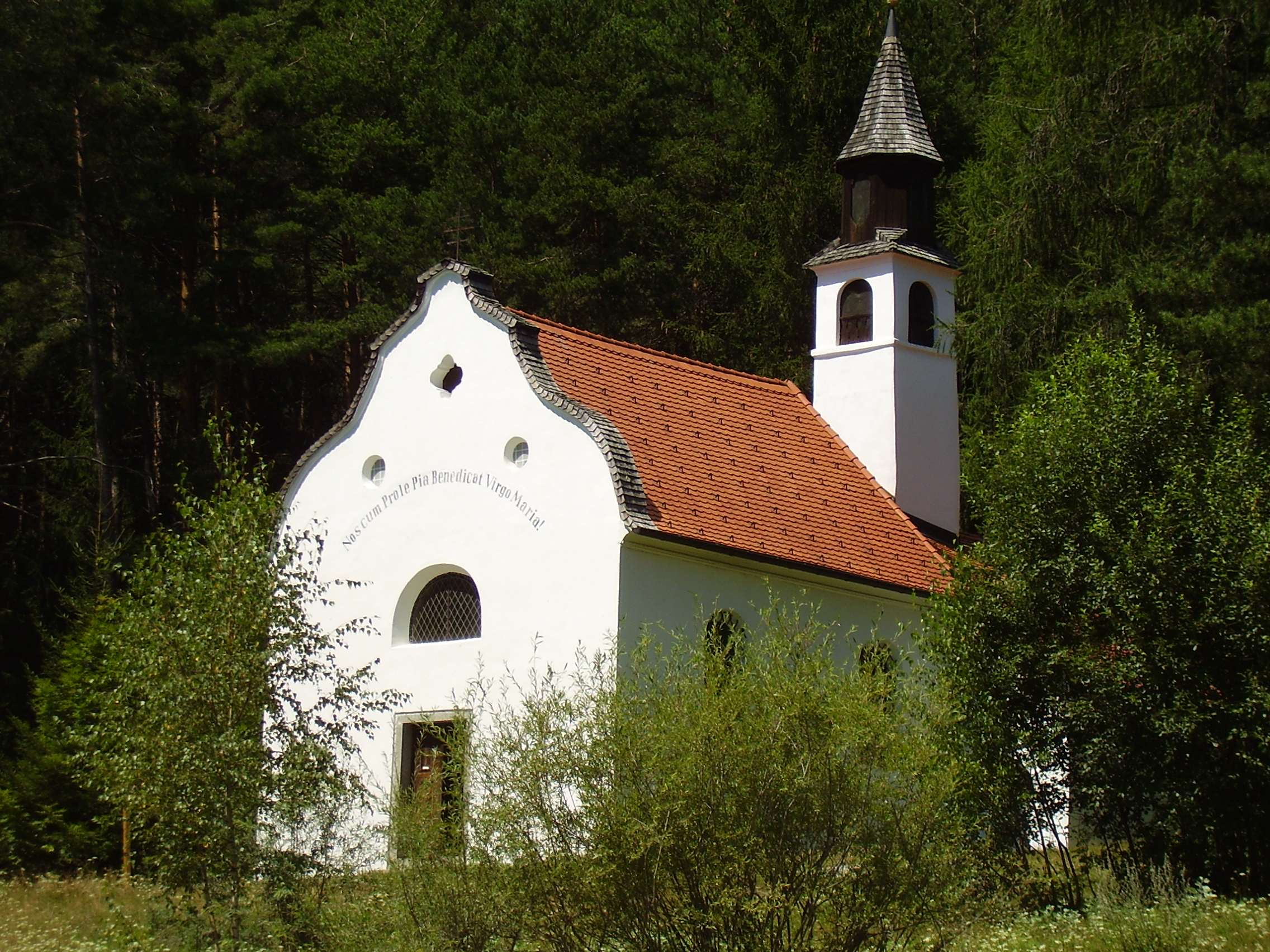
La cappella di Maria Hilf a Gissbach

- Altri edifici religiosi. Accanto alla chiesa, secondo la consuetudine tirolese, si trova il cimitero, anch'esso di notevole antichità: la più antica attestazione della sua consacrazione è in un documento del 1375;[33] le più antiche pietre tombali rinvenute risalgono al XV secolo (1474). La Cappella del cimitero venne costruita nel XVI secolo; la fronte è decorata con un affresco della scuola danubiana (Donauschule, circa 1520), raffigurante una crocefissione con la Madonna, San Giovanni e i 14 santi ausiliatori (a sinistra della Croce: Acacio, Dionigi, Cristoforo, Giorgio, Margherita, Barbara, Caterina; a destra della Croce: Biagio, Nicola, Erasmo, Ciriaco, Egidio, Pantaleone, Eustachio).

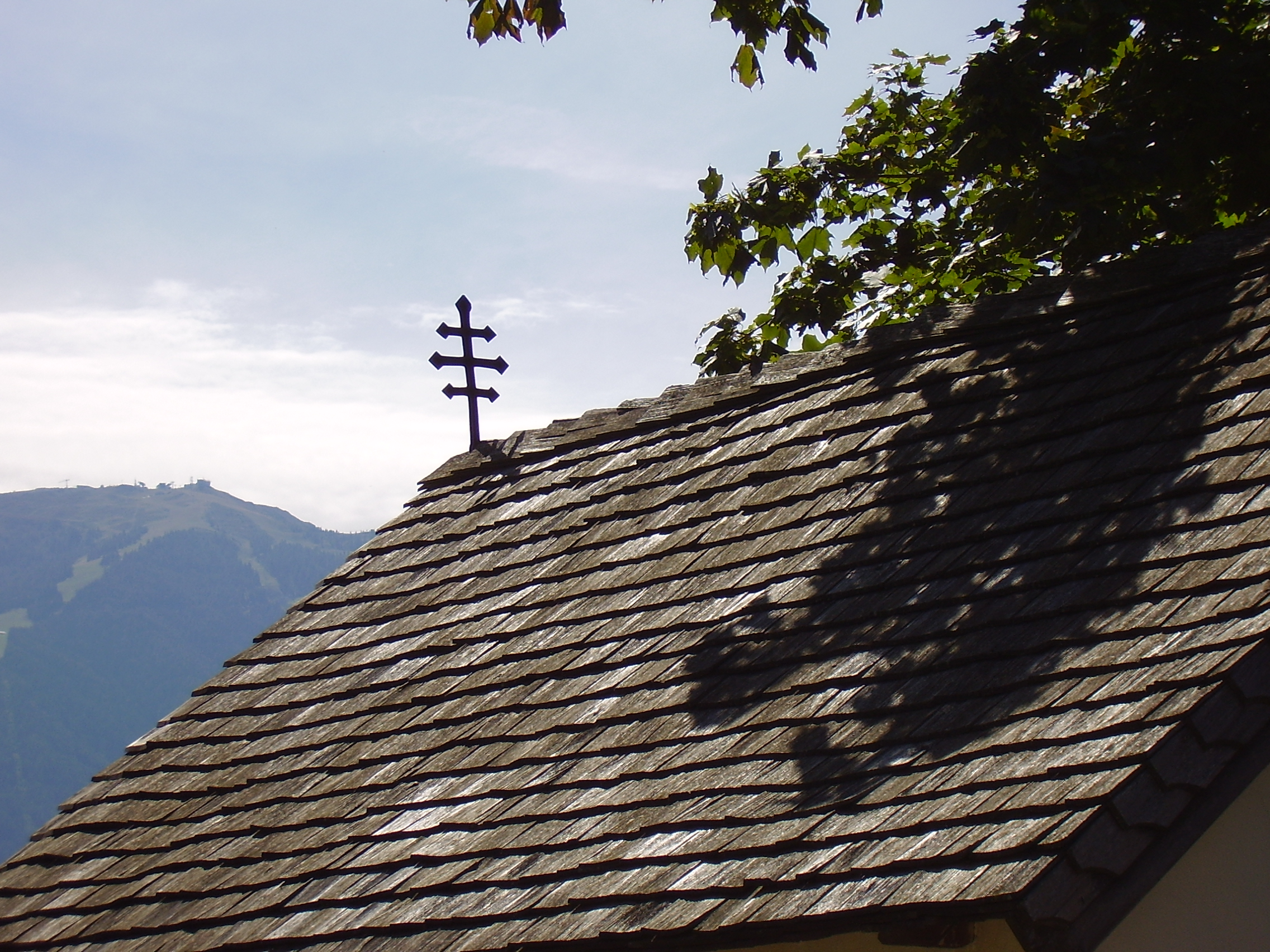
Il Plan de Corones visto dalla Cappella dei 14 Santi Ausiliatori

- Cappella di Maria-Hilf (Maria Ausiliatrice, anche Gissbach-Stöckl o Jörgina-Stöckl) è un altro edificio religioso di San Giorgio, posto a monte di Gissbach, in una posizione visibile da lontano. Le sue origini si perdono nel tempo. Probabilmente da epoche immemorabili esisteva un luogo di culto ai margini del bosco, nei pressi del pericoloso Hirschbrunnbach, per ottenere aiuti soprannaturali contro le calamità naturali. Con certezza si sa che nel XVII secolo la famiglia von Troyer zu Gissbach, padrona dei territori di Gissbach, possedeva anche questa cappella. L'edificio è stato rifatto più volte nella storia, e l'ultima costruzione risale al 1837. Per la sua posizione ai margini della zona più minacciata dalle alluvioni la cappella venne più volte nella storia lambita ma risparmiata dalle catastrofi, il che ha contribuito a conferirle una fama di luogo sotto una speciale protezione celeste. Al suo interno erano conservati numerosi ex voto, anche piuttosto antichi (il più antico munito di data è del 1689), che testimoniavano la devozione degli abitanti del paese. Per proteggere da furti o vandalismi queste preziose testimonianze del passato, ne sono state fatte delle copie, mentre le immagini votive originali (un'ottantina), restaurate nel 2004, sono state depositate presso il museo etnografico di Dietenheim/Teodone.[34] Ai lati dell'altare vi sono due dipinti che raffigurano i santi Giovanni e Paolo, considerati Wetterherren ("Signori del tempo"), che sovrastano e proteggono dalle intemperie l'uno il villaggio di San Giorgio e l'altro la città di Brunico.
- Cappella del castello Gissbach: all'interno del palazzo dei nobili von Troyer venne modificata ed ampliata, nel 1690, la cappella contenente le pitture ad olio dell'Ultima Cena e della Resurrezione di Cristo, però dedicata a San Ciriaco (Mitterhofer 1985: 78). Per cent'anni, tra il 1703 e il 1803, la cappella ha ospitato le reliquie di Santa Giusta. La cappella, a suo tempo anche impreziosita con colorate vetrate legate al piombo, ospita un altare con una copia della Madonna del Belverdere di Raffaello, oltre a un crocifisso gotico; è priva di arredi, chiusa al pubblico ed in attesa di restauri.
- Altre cappelle, più piccole, nel territorio di San Giorgio sono:
  - Cappella dei 14 Santi Ausiliatori, (Kapelle der Vierzehn Nothelfer o Aufhofener-Stöckl) di una certa antichità, sulla strada per Aufhofen, all'altezza di un bivio che porta a Gais.
  - Meßner-Stöckl, una cappella votiva innalzata nel 1960 ai margini del bosco a poca distanza dalla Statale Aurina, in direzione di Gais, ad opera di Franz Pramstaller, come ringraziamento per il felice ritorno dalla prigionia in Russia. È dedicata alla Madonna addolorata (Schmerzhafte Muttergottes).
  - Piccola cappella con una statua del XVIII secolo di San Giovanni Nepomuceno (protettore dalle inondazioni), accanto alla sponda del torrente Aurino, nei pressi del ponte della chiesa. In effetti, proprio qui, molte volte nella storia l'Aurino è uscito dal suo letto, allagando la parte bassa del paese.[35]

### Architettura civile
Gran parte della case del paese anteriori all'espansione edilizia del dopoguerra è costituita da edifici storici, di età, spesso, plurisecolare. Grazie al sistema catastale tavolare della regione, è possibile conoscere tutti i proprietari e lo stato delle proprietà, in diversi casi già a partire dal Medioevo.

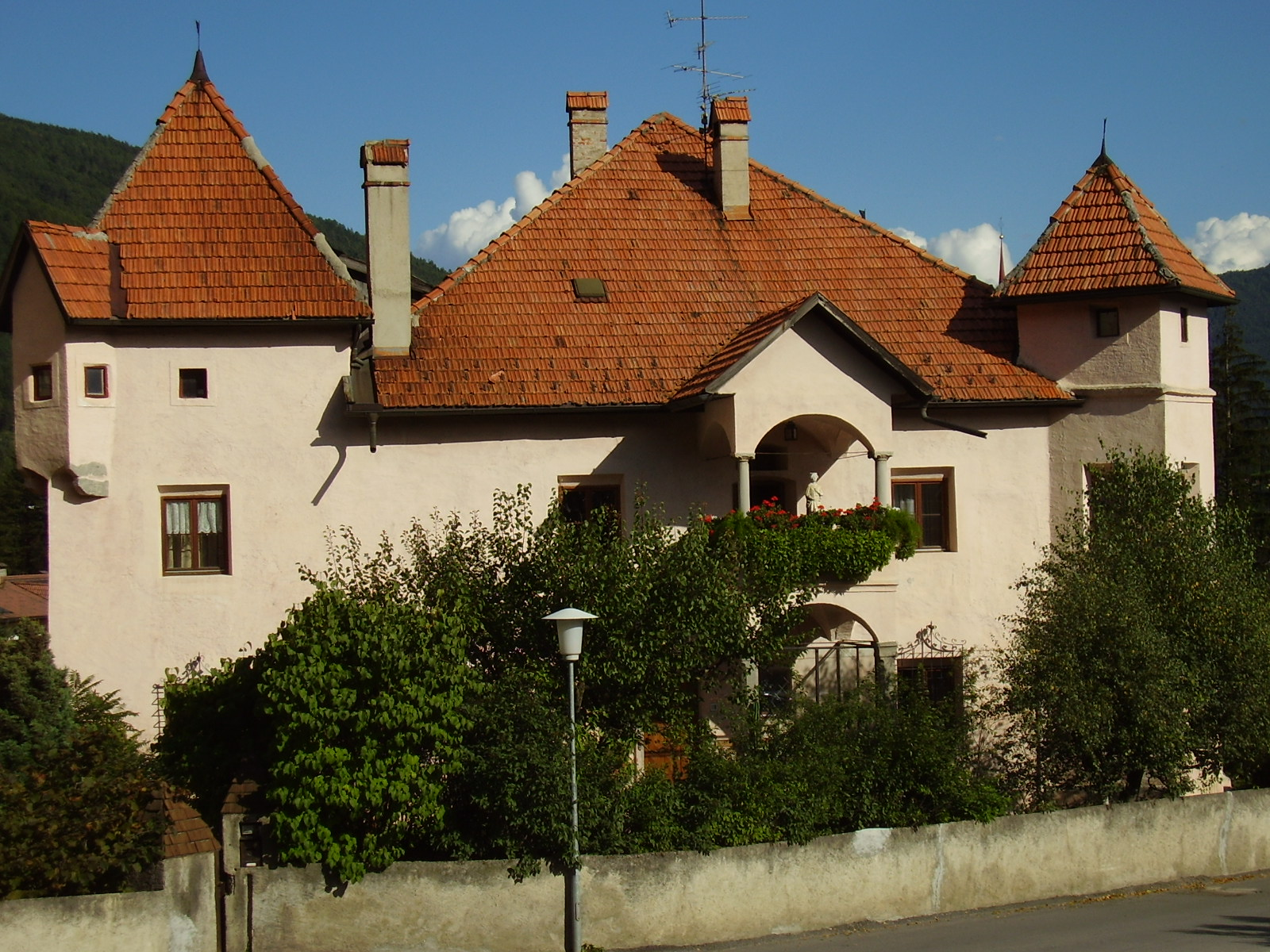
L'Ansitz Gremsen

- I due palazzi nobiliari. Nella parte alta del paese (Gissbach) ebbero la loro residenza alcune famiglie nobili e sono presenti, uno accanto all'altro, due palazzi in cui abitarono: Ansitz Grembsen e Castel Gissbach.
- Ansitz Grembsen (o Gremsen) è uno degli edifici più antichi della località Gissbach, e si suppone che sia stato edificato già dai primi nobili del paese. Il primo nominato in un documento è Chuonrad, Ritter (cavaliere) di San Giorgio, nel 1180. Nel 1322 si cita per la prima volta un Ulrich von Grembs. Il casato dei Grembs (che in diverse occasioni si intreccia e si confonde con quello degli Stainer) si estinse con Ottilia, morta nel 1535. Per la verità una discendenza maschile della famiglia era ancora in vita, ma Kaspar, figlio di Hans, fratello di Ottilia, era stato perseguitato in quanto anabattista e si era rifugiato in Moravia, perdendo ogni diritto in patria (il casato si è poi trasferito nei pressi di Monaco di Baviera dove è stato eretto un altro palazzo, denominato Neugrembsen). Il palazzo ed i possedimenti di famiglia vennero da allora trasferiti alla famiglia von Troyer, avendo Christoph Troyer sposato Margrethe, figlia di Ottilia. La proprietà dei due palazzi rimase alla famiglia von Troyer fino al 1814. La residenza nobiliare, poi restaurata e in parte adibita ad appartamenti da affittare, conserva tuttora parte della struttura antica, in particolare le caratteristiche sporgenze con finestre (Eckerker) su tre dei 4 angoli del corpo principale. Nell'interno, la struttura originale emerge ancora con evidenza da diverse stanze a volta. Altresì, è conservato qualche arredo d'epoca.

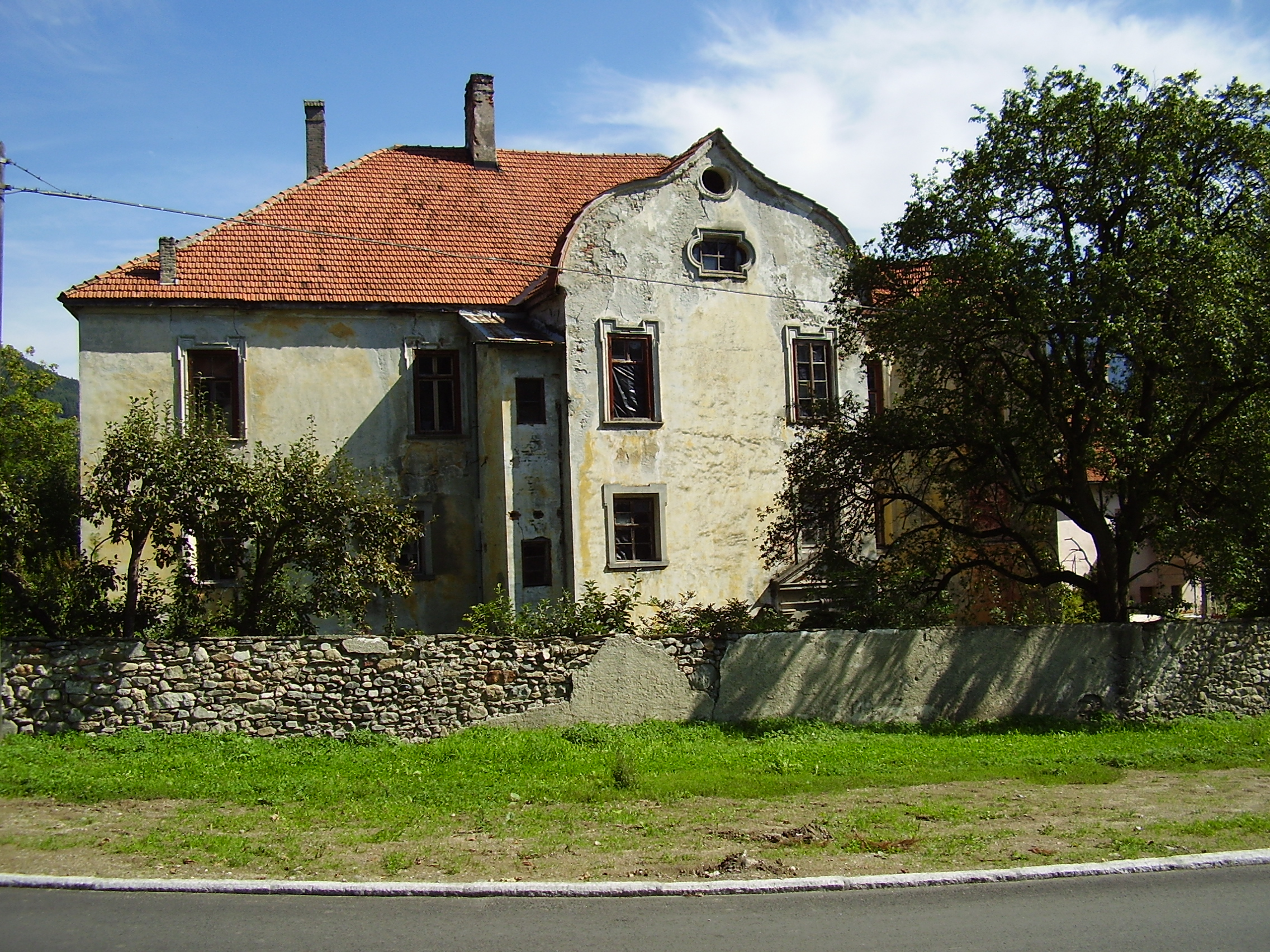
L'Ansitz Gissbach

- Castel Gissbach (o Obergremsen), a pochi metri dal primo, venne edificato su un edificio in muratura, il quale si trova a 4 metri sotto il moderno livello d'accesso. In precedenza esisteva già una casa colonica con una imponente torre, ma la struttura complessiva del palazzo risale al 1542, quando Christoph von Troyer (di origini lussemburghesi), erede anche degli antichi possedimenti dei Grembs e insignito (nel 1546) del titolo nobiliare di Reichsadel dall'imperatore Carlo V col nome di "Gissbach", lo ampliò e lo ristrutturò, per adibirlo a sede giurisdizionale. In quest'occasione si eresse la imponente scalinata principale con ai lati le apposte alabarde. Il palazzo è stato sottoposto a numerosi ampliamenti nel corso dei secoli '500, '600 e '700. Nel 1690 Cyriak Freiherr von Troyer zu Gissbach modificò ed arricchì la cappella situata all'interno dell'edificio. La stessa fungeva da luogo di devozione e di ciò dava atto una raffigurazione bizantina della madonna su una tavola metallica ovale, situata all'entrata del castello. L'arredo di allora, anche se nel frattempo asportato e messo in salvo, esiste tuttora (altare con crocifisso gotico e le opere pittoriche dell'Ultima Cena e la Resurrezione di Cristo). Nel 1703 vi vennero trasferite, dal cimitero di Priscilla, le spoglie di Santa Giusta, che vi rimasero finché ai primi dell'Ottocento furono collocate nella chiesa parrocchiale. Un tempo l'edificio, dalla caratteristica forma ondulata della sommità della facciata, era caratterizzato da una piccola torre campanaria che sporgeva sul tetto ma non è più conservata.[36] In seguito l'edificio venne "rinascimentalizzato" con la sostituzione del balcone ligneo con una loggia con colonne di pietra. Nel 1921 venne adibito a pensione per turisti ("Pensione Castelli San Giorgio") e vi si trovava l'unico apparecchio telefonico a Gissbach (n. 75). Nel '900 castel Gissbach riportò ripetutamente danni da diversi incendi (l'ultimo del 1941 si sviluppò proprio a partire da uno dei suoi camini, troppo in alto perché i getti d'acqua potessero spegnere il focolaio, e distrusse quasi l'intera località Gissbach), e dovette subire dei restauri urgenti. Il castello Gissbach (Herrenhaus) era sempre abitato e dopo la grande guerra vi trovarono alloggio parecchie famiglie sfollate ai piani bassi, mentre l'intero Ansitz Gremsen - dalla metà dell'800 fino agli anni 1970 - rimase adibito a stalla e fienile. Su una parete esterna si riscontrano tuttora le tracce dell'antico portone d'accesso per i carri. Nel corso della integrale ricostruzione interna dell'edificio Gremsen, nel 1980, si ampliarono anche le finestre al pianterreno dell'edificio e si applicarono delle inferriate storicizzanti. Da allora, l'Ansitz Gremsen ha i pavimenti in cemento armato ed è perfettamente recuperato, mentre il vicino Castello Gissbach è bisognoso di interventi conservativi.
- Altri edifici

Gran parte delle case antiche di San Giorgio hanno secoli di storia alle spalle, e molte sono sottoposte alla tutela delle belle arti (Landesdenkmalamt). La monografia dedicata al paese e curata da M. Mitterhofer (1985) enumera 37 case e masi (Höfe) di Gissbach e 31 di San Giorgio, descrivendone le proprietà nel corso dei secoli (pp. 170–236).
Tra queste, si possono ricordare:
- Ansitz Mörl, a Gissbach, che fu proprietà, a partire dal 1568, di un'altra famiglia nobile della regione, i Mörl zu Pfalzen, Mühlen und Sichelburg.[37] L'edificio conserva ancora l'originario portale del XVI secolo, un affresco sulla facciata e caratteristici elementi architettonici come un Eckerker e sale a volta nell'interno.
- Hofbauer, a Gissbach, anticamente denominato Mair am Ort, la cui storia si conosce a partire dal 1420, e che fu a lungo sede di un Küchenmair (incaricato di provvedere alla mensa del vescovo), e come tale sotto la giurisdizione di Brunico.
- Walsermair, a San Giorgio, la cui storia è nota dal 1474. L'edificio, il più imponente del paese, con numerosi affreschi sulla facciata e antichi portali e scritte fu di proprietà della famiglia Mair, e deve il nome ad un Balthasar Mair, detto anche Walthasar, abbreviato in Walser. Anche questo maso era sotto la giurisdizione di Brunico essendo (parzialmente) tenuto all'ufficio di Küchenmair.
- Michlwirt, a San Giorgio, documentato a partire dal 1296, come proprietà, in successione, di tre famiglie: Camprian, Gogl e Mitterhofer, tutte dotate della distinzione di un proprio sigillo. Già nel 1685 il suo proprietario viene definito Hospitzwirt, cioè "locandiere, tenutario di un albergo per passanti"; il Michlwirt è rimasto in attività come Gasthof ("locanda").

Nonostante la tutela delle belle arti, diversi edifici storici sono stati abbattuti o completamente rifatti (nei 5 anni dal 2000 al 2004: Schopper, Kachler (Pupp), Brantlechner, Rader, Schneider, Stauder, Taman, Trojer e Zündholzler), il che ha acceso qualche polemica tra chi cerca di difendere questo patrimonio culturale e chi sostiene la necessità di questi sacrifici quando si rendano indispensabili delle "migliorie": un dibattito che si è particolarmente acutizzato riguardo al progetto di ampliamento del cimitero, che mette a repentaglio gli edifici tardogotici Roda e Kanins.

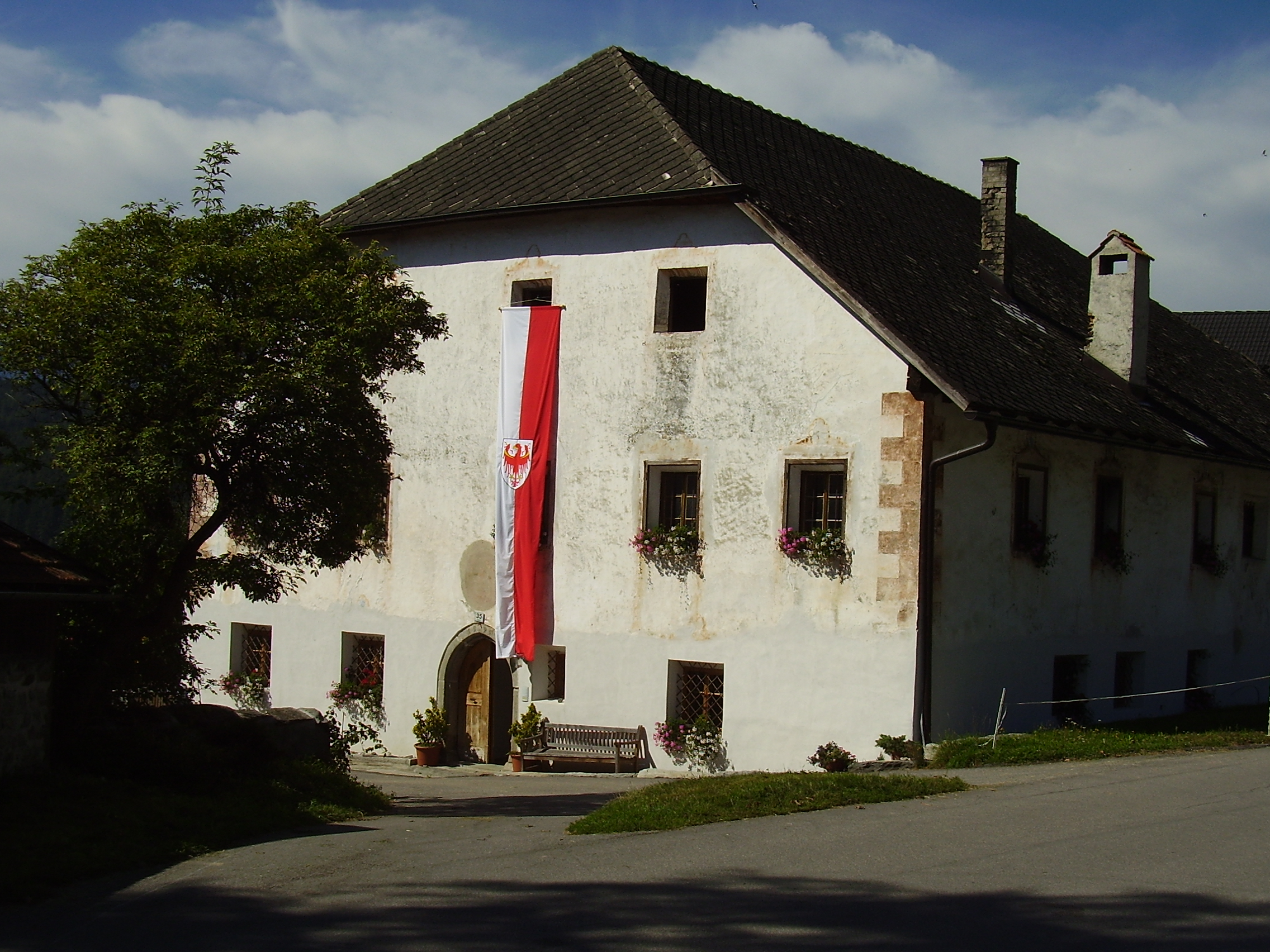
L'antico edificio del maso Hofbauer. Sul portale è incisa la data 1595.
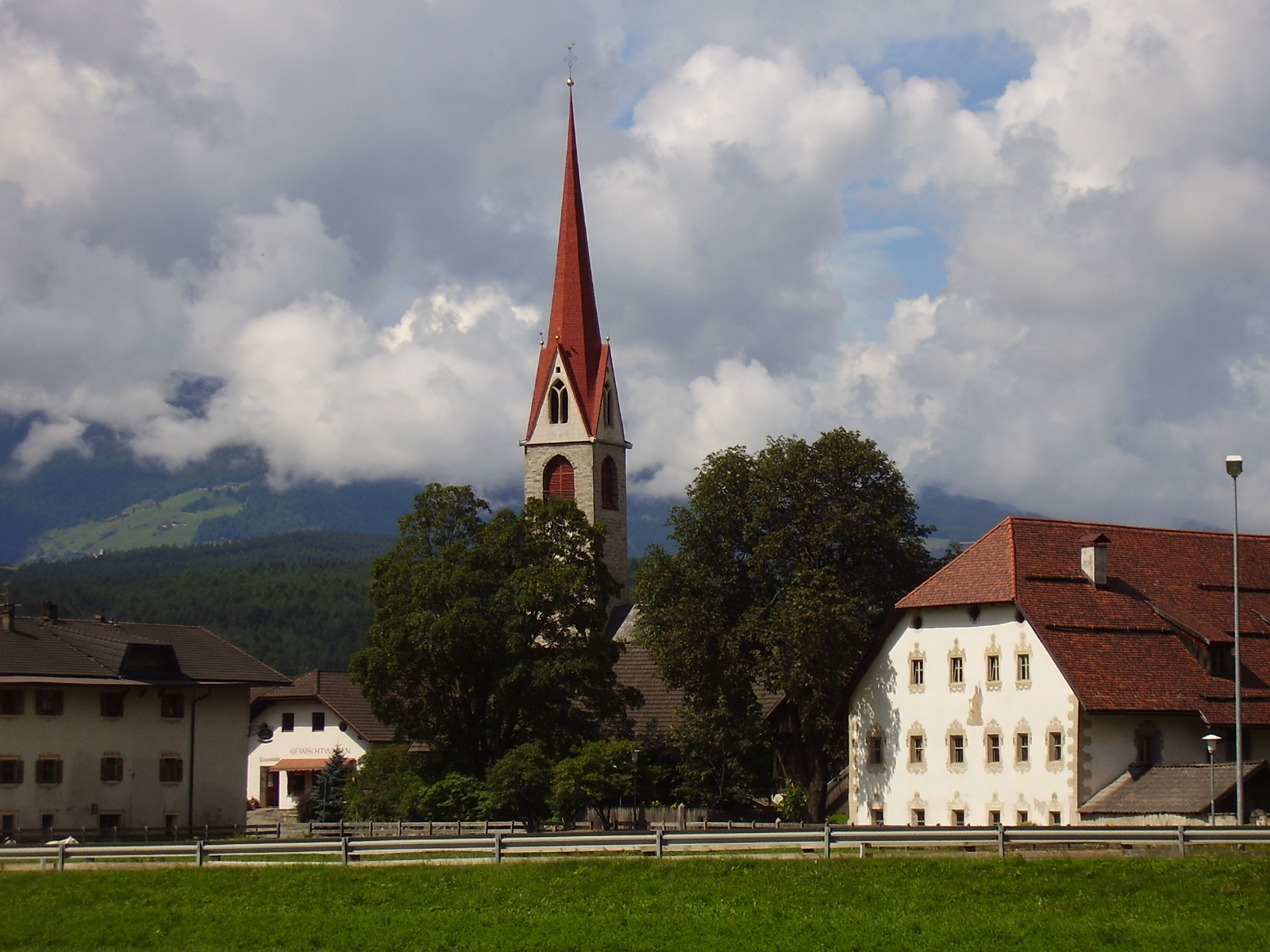
La signorile proprietà Walsermair (a destra della chiesa); sulla sinistra lo storico Michlwirt.

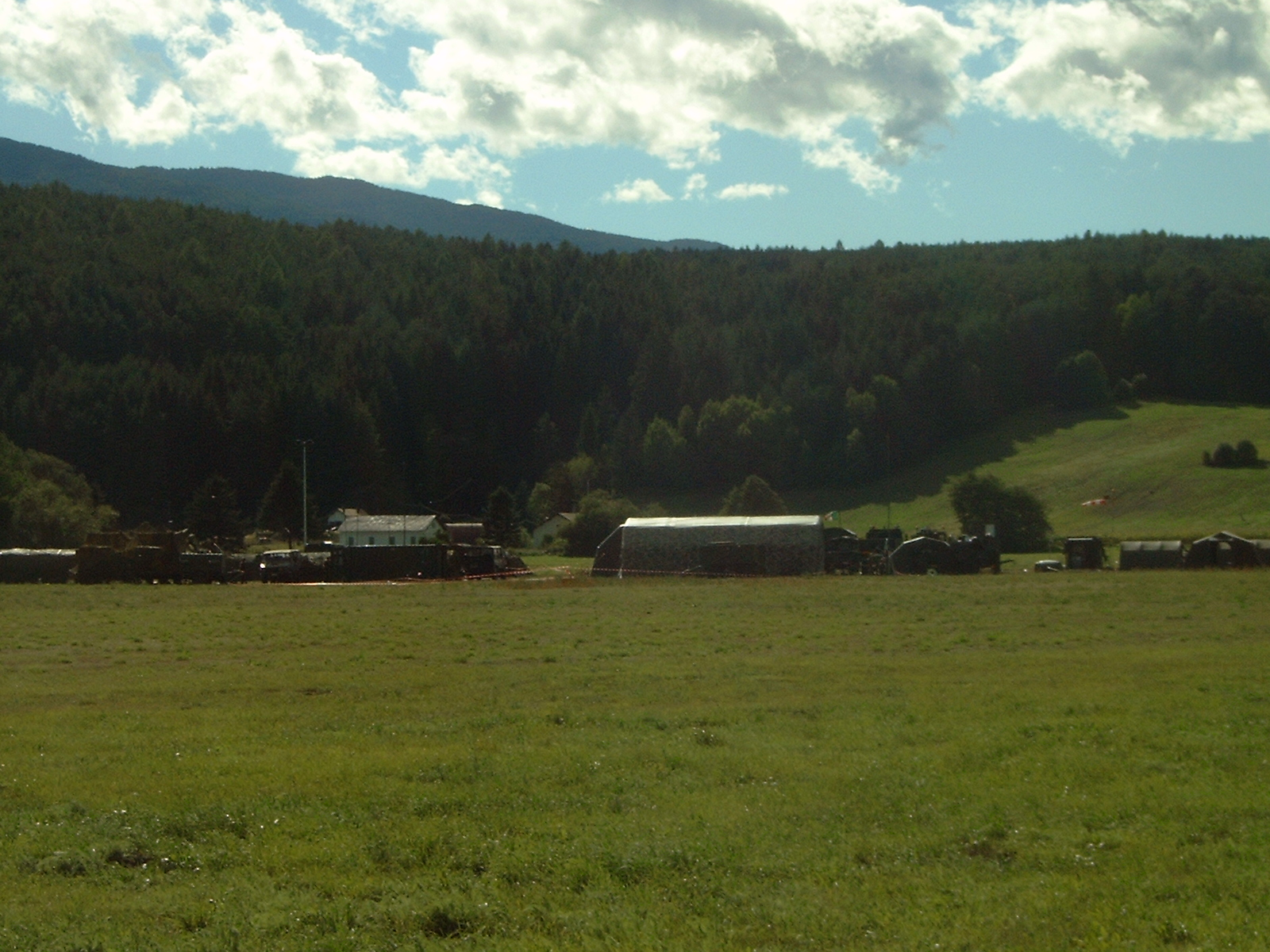
L'area dell'Esercito Italiano a San Giorgio durante un'esercitazione estiva.

### Architettura militare
L'estesa area pianeggiante a sud del paese, nella zona di Alting, è stata più volte utilizzata, nel tempo, come luogo per l'adunata e l'addestramento di milizie. Già nel 1723 si accenna al luogo come Samblplatz (luogo di raccolta) in cui addestrare Militiae e anche nel 1797, in occasione delle guerre napoleoniche, il luogo assisté alla parata delle truppe inviate contro Napoleone dalla valle Aurina (Mitterhofer 1985: 53).
All'estremo limite del territorio di San Giorgio, al confine con quello di Stegona, si trovano installazioni militari, con una santabarbara, circondata da alti terrapieni, ed alcuni edifici circostanti, e non è raro che nel territorio, sottoposto a servitù militari, utilizzato come area di addestramento, si svolgano delle esercitazioni.

## Cultura

### Arte
Oltre ad ospitare numerose opere d'arte, sia nella chiesa e negli edifici religiosi sia nelle costruzioni storiche, San Giorgio ha anche dato i natali a diversi artisti. In particolare, vi è tutta una famiglia di autori di opere d'arte: la famiglia Kachler.
Probabilmente già il cognome di questa famiglia deriva dal mestiere esercitato dai primi che lo portarono: Kachler significa infatti "fabbricante di piastrelle di maiolica" (Kachel), ed a San Giorgio questa attività era esercitata, probabilmente, in una fornace i cui resti sono stati trovati durante la costruzione della casa parrocchiale, a poca distanza dalla proprietà nota come Kachler Hof. Uno splendido esemplare di stufa antica decorata con maioliche artistiche raffiguranti scene di vita tradizionale è tuttora conservato nell'albergo Michlwirt. Probabilmente i Kachler si tramandarono di padre in figlio l'arte di decorare le piastrelle e, in generale della decorazione, cosicché già nel 1510 si ha notizia di un Michael Kachler alle dipendenze del barone Künigl, mentre nel 1642 Jakob Kachler consegnava le piastrelle per una stufa di maiolica destinata al vescovo di Bressanone, Wilhelm von Welsberg. Si conoscono poi:
- Martin Kachler (5 gennaio 1719 - 23 maggio 1797), pittore che ha operato a Gais e a San Martino (Valle Aurina).
- Suo figlio, Georg Kachler (17 aprile 1764 - 30 settembre 1845). Di lui si conoscono opere eseguite nella chiesa parrocchiale di Teodone (altare di Sant'Anna, 1827) e in quella di Luson (altari laterali).
- Il primogenito di Georg, Michael Kachler (San Giorgio 13 settembre 1806 - Brunico 10 settembre 1875). Studiò all'accademia di belle arti di Venezia[41] (1824-28) e a quella di Monaco (1828).[42] Fu attivo sia a Monaco sotto il re Ludovico II[43] sia in Tirolo, dipingendo soggetti religiosi per le chiese. Di lui si conoscono un'Adorazione dei Magi e una Cena in Emmaus nella chiesa di San Giorgio; Sant'Anna a Haselried presso Falzes; la fronte dell'altare maggiore a Teodone, e la copia di un quadro di Jörg von Frundsperg del 1827 conservata nel Tiroler Landesmuseum (Ferdinandeum) di Innsbruck.
- Il secondogenito di Georg, Peter Kachler (1º luglio 1811 - 30 dicembre 1868). Egli è noto come autore di immagini religiose ("La Madonna coi Santi Stefano e Lorenzo" nella chiesa parrocchiale di Laion (Lajen), 1845; "Maria Ausiliatrice" nella cappella del cimitero di Ora-Auer, 1857), di ritratti (12 ritratti di membri della famiglia Malfér) e anche di opere di quella particolare tecnica decorativa tirolese che è detta Spinnwebenbild, cioè la pittura su tele di tignola tessitrice (in stile Biedermeier).

Altri artisti nati o vissuti a San Giorgio:
- Johann Burger (nato a S. Giorgio, m. 1825), autore di un paesaggio in miniatura (tecnica Spinnwebenbild) conservato al museo di Merano[44].
- Rudolf Pfalzer (Monaco 20 febbraio 1874 - San Giorgio 13 dicembre 1946): pittore apprezzato (partecipò alla "Biennale di Bolzano" nel 1932) benché privo di una formazione accademica, amico e sodale di diversi artisti del tempo, in particolare Alexander Max Koester, dal 1940 fino al termine della sua vita venne a vivere a San Giorgio, dove era parroco il figlio Hubert.
- Josef Mutschlechner (San Giorgio 24 giugno 1913 - Fiume 1945), artista del legno, formatosi alla scuola di intaglio di Sarnes (Bressanone), specializzato nella produzione di oggetti artistici di soggetto religioso. Di lui si ricordano in particolare due presepi artistici, uno in stile orientale e uno in stile tirolese. Mutschlechner fu inoltre particolarmente attivo all'epoca delle scuole nelle catacombe sotto il fascismo.
- Franz Treyer (n. a San Giorgio il 10 luglio 1921), è un pittore che ha presentato le sue opere in diverse esposizioni, a Groß-Gerau (Germania), a Brunico (in diverse occasioni), ed a Campo Tures (una mostra personale).[45]

### Eventi
- Aprile - Il 23 aprile è la festa di San Giorgio, che viene celebrata con manifestazioni nel fine settimana più vicino. In particolare, è un appuntamento fisso il Georgikonzert del sabato da parte della Musikkapelle.
- Maggio-Giugno - Processione e concerto della Musikkapelle il giovedì del Corpus Domini
- Agosto - L'ultima domenica di agosto si tiene a San Giorgio la Sagra (Kirschtag), contemporaneamente alla festa del raccolto.
- Settembre - Da alcuni anni in settembre si tiene a San Giorgio, presso il Flatschwaldile, un raduno di Fiat 500/600 e di Steyr-Puch (gli ultimi due in ordine di tempo, il 5º e il 6º, si sono tenuti rispettivamente il 9/9/2007 e il 7/9/2008).

### Tradizioni e folclore

#### La Sagra (Kirschta)
L'ultima domenica di agosto a San Giorgio si festeggia il Kirschta (ted. Kirchtag, it. "Sagra"), la festa della chiesa, e contemporaneamente l'Ernte-Dank, la festa del raccolto. È uno dei momenti più sentiti da tutta la comunità, che contribuisce con tutte le sue componenti alla riuscita della festa.

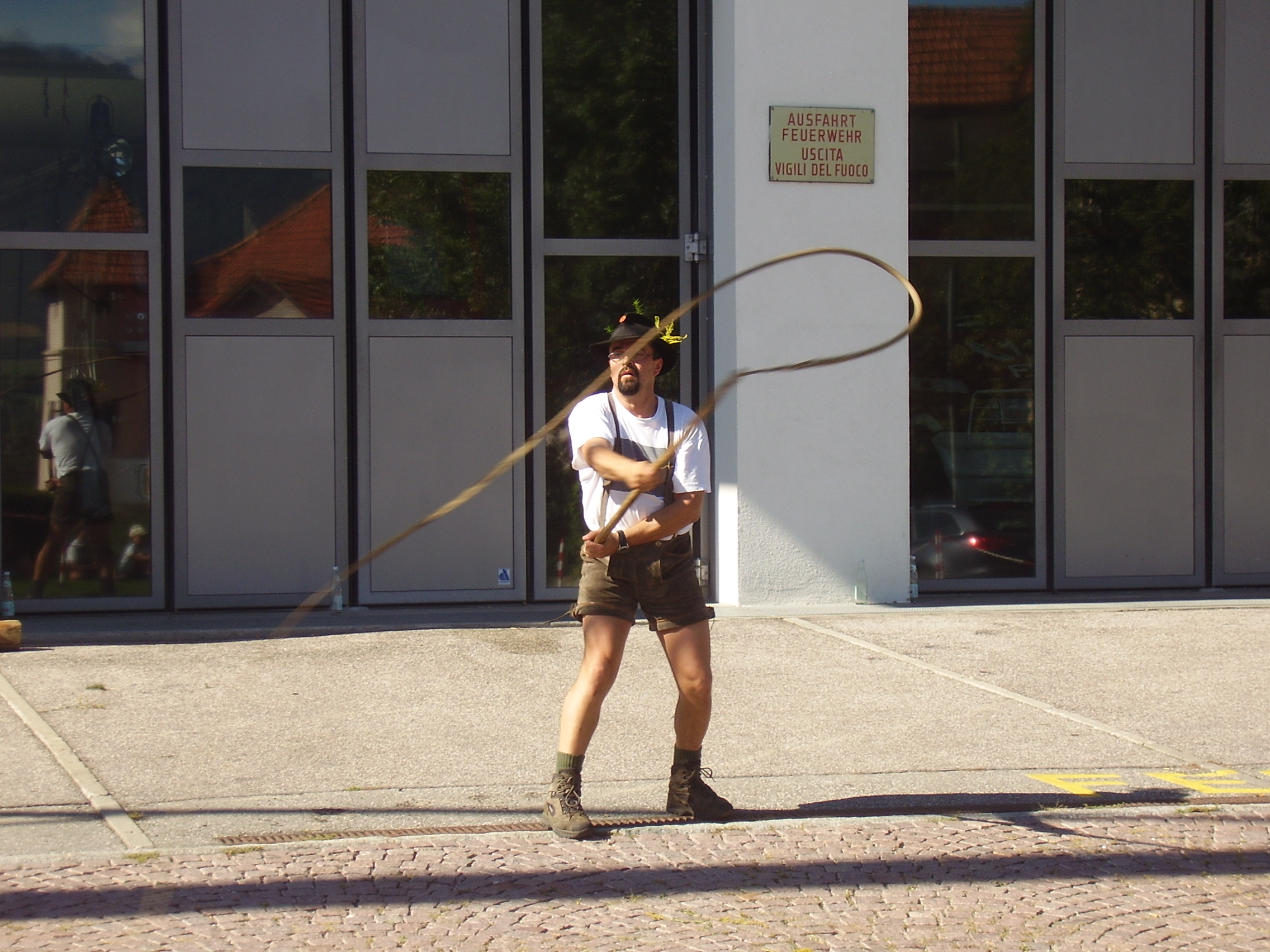
Tradizionali schiocchi di frusta (Goaßlschnölln) durante l'erezione del Kirschtamichlbaum (nei vetri il riflesso dell'Ansitz Gremsen).

Il Kirschta si svolge secondo un copione tradizionale consolidato, e si articola in diversi giorni, a partire dal venerdì sera (Kirschtafreita), e proseguendo il sabato (Kirschtasomsta) e la domenica (Kirschtasunnta), concludendosi non prima del lunedì successivo (Kirschtamunta).
Tra gli eventi caratteristici della festa vi sono, oltre a numerosi concerti, serali e diurni, il sabato pomeriggio l'erezione del Kirschtamichlbaum, un enorme tronco con un pupazzo in cima, il Kirchtagsmichl, ad opera dei giovani del paese, e la domenica mattina una processione per le vie del paese.

#### Racconti tradizionali
Le tradizioni locali comprendono anche un certo numero di leggende e racconti che si tramandano su alcuni aspetti della vita del paese.
Un elemento che ha stimolato la fantasia degli abitanti di San Giorgio è la cappella di Maria Hilf, sulla cui origine esistono due diverse leggende. La prima sostiene che nei tempi antichi sulla Große Pipe vi era un ricco castello abitato da nobili cavalieri, che per il loro comportamento irriguardoso nei confronti della religione vennero puniti con una disastrosa inondazione che trascinò via il loro castello con tutte le loro ricchezze, risparmiando solo un'immagine della Madonna, che dalla cappella del castello era stata trasportata a valle arrestandosi, intatta, ai margini del bosco. I cavalieri sopravvissuti ricostruirono il castello ma, persistendo nel loro comportamento, subirono per altre due volte la stessa punizione divina, e in ogni occasione l'immagine della Madonna si posava, indenne al margine del bosco. Cosicché, alla fine venne deciso di costruire, in questo luogo, la cappella che esiste tuttora. Secondo la seconda leggenda, invece, nel luogo poi occupato dalla cappella un tempo vi sarebbe stata l'apertura di una grotta che penetrava profondamente nelle viscere della terra. Avveniva spesso che i bambini del paese che giocavano nei pressi di questa apertura sparissero misteriosamente. Un giorno una contadina, giunta nel bosco con la figlioletta, si distrasse un momento e non la trovò più. Per cercarla, il suo padrino le consigliò di penetrare nella notte dentro alla cavità, cosa che ella fece, scoprendo all'interno una vasta sala illuminata, piena di tutti i bimbi scomparsi in precedenza che attorniavano una signora misteriosa, che teneva in braccio la piccina scomparsa. Alla vista della madre coraggiosa, la bimba le corse incontro, seguita da tutti i bambini che uscirono con lei all'aperto, tornando all'affetto dei loro genitori.

### Istruzione
A San Giorgio sono attivi centri di insegnamento fin da epoche molto antiche. Un documento del XVII secolo ricorda che un nobile di Kehlburg (Sigmund von Rost, nato nel 1653), frequentava una deutsche Schule ("scuola tedesca") a San Giorgio. E in seguito si sa che Josef Cyriak von Troyer fornì una dotazione per un'istituzione destinata ai giovani della Burgfriede di Gissbach, affinché potessero apprendervi un mestiere (Mitterhofer 1985: 163).
In età teresiana e nei periodi successivi si sviluppò un sistema di istruzione di base rivolto non solo a nobili e clero ma anche ai contadini. Il sistema scolastico varato nel 1744 dall'abate Felbiger, che introduceva il principio dell'istruzione obbligatoria (uno dei più avanzati del tempo), dava molto spazio alle Volksschulen ("scuole popolari") anche nelle zone rurali.
A San Giorgio si sa che dal 1780 al 1825 la casa Stöckler ha svolto la funzione di scuola del paese. Il contadino che l'abitava era al contempo maestro. Alcuni documenti ricordano i nomi di Peter Huber (30 fiorini di stipendio nel 1807) e di suo figlio Johann Huber (citato in un rapporto scolastico del 1820/21).

#### Scuole
Dopo questo periodo in cui l'istruzione di base veniva impartita nelle case contadine, la sede della scuola venne trasferita nella casa parrocchiale (Pfarrwidum) e successivamente in un edificio apposito, costruito nel 1897. Tale edificio è ancora esistente, ma dal 1970 ospita un asilo infantile, mentre per la scuola (scuola elementare in lingua tedesca) è stato costruito un nuovo edificio, più capace e moderno, nei terreni adiacenti, con un ampliamento, in due riprese, terminato nel 1973 ("Grundschule Bruneck/St. Georgen", Gremsenstraße 22). Nel 1977 la scuola è stata intitolata a "Hubert Pfalzer", che per quasi 40 anni fu parroco di San Giorgio (dal 1938 al 1975, un anno prima della sua morte) e condivise con i parrocchiani i duri periodi delle opzioni, della guerra, degli incendi e alluvioni, acquisendo una grandissima considerazione non solo nel paese ma in tutta la regione.
Per le scuole medie e superiori, gli abitanti di San Giorgio devono fruire degli istituti presenti nel capoluogo, raggiungibili con un efficiente sistema di "scuolabus".
Al di fuori delle istituzioni scolastiche, è attiva anche una vera e propria scuola di musica per i giovani del paese presso la Musikkapelle, dove essi possono apprendere a suonare i vari strumenti, entrando poi nella Jugendkapelle e, spesso, nella banda degli adulti.

#### Biblioteche
Nello stesso edificio che ospita la scuola (Gremsenstrasse 22) ha sede anche la biblioteca pubblica (Öffentliche Bibliothek St. Georgen), aperta prevalentemente nel pomeriggio durante l'anno scolastico. La biblioteca ha anche una succursale a Villa S. Caterina.

#### Istituzioni, enti e associazioni
Lo spirito comunitario degli abitanti di San Giorgio è testimoniato dal numero delle associazioni che hanno sede nel paese e dalla vivacità delle loro attività. Le principali associazioni hanno la sede o il luogo di svolgimento delle rispettive iniziative presso il Vereinshaus ("Casa delle associazioni", 2), che originariamente era costituito da un edificio che fungeva solo da caserma dei pompieri; in seguito esso è stato ampliato ed aperto ad altre associazioni, e nel 1996 è stato completamente rinnovato. Il nuovo Vereinshaus, ultimato nel 1998, oltre ad ospitare al pianterreno l'autorimessa per le autopompe e le attrezzature dei pompieri, è dotato, tra l'altro, di una moderna sala prove per la Musikkapelle (seminterrato) ed una vasta sala per concerti e spettacoli al coperto (primo piano).
I concerti estivi della Musikkapelle di San Giorgio e delle bande degli altri paesi che si esibiscono nei mesi estivi vengono invece tenuti presso il padiglione all'aperto, non lontano dal Vereinshaus, ricostruito nel 1995. Un altro padiglione, più piccolo, si trova nel Flatschwaldile ed è utilizzato per feste campestri.
Tra le tante associazioni che hanno sede a San Giorgio, si ricordano:
- I Freiwillige Feuerwehr (FF), i "pompieri volontari" sono una delle istituzioni più tradizionali non solo di San Giorgio ma anche di tutti i centri abitati del Trentino-Alto Adige, dove da sempre la grande presenza di legname nei boschi e nelle costruzioni costituisce un costante pericolo di incendi. Anche San Giorgio possiede un corpo scelto di volontari, dotato di attrezzature moderne e in grado di contribuire ad ogni tipo di emergenze.

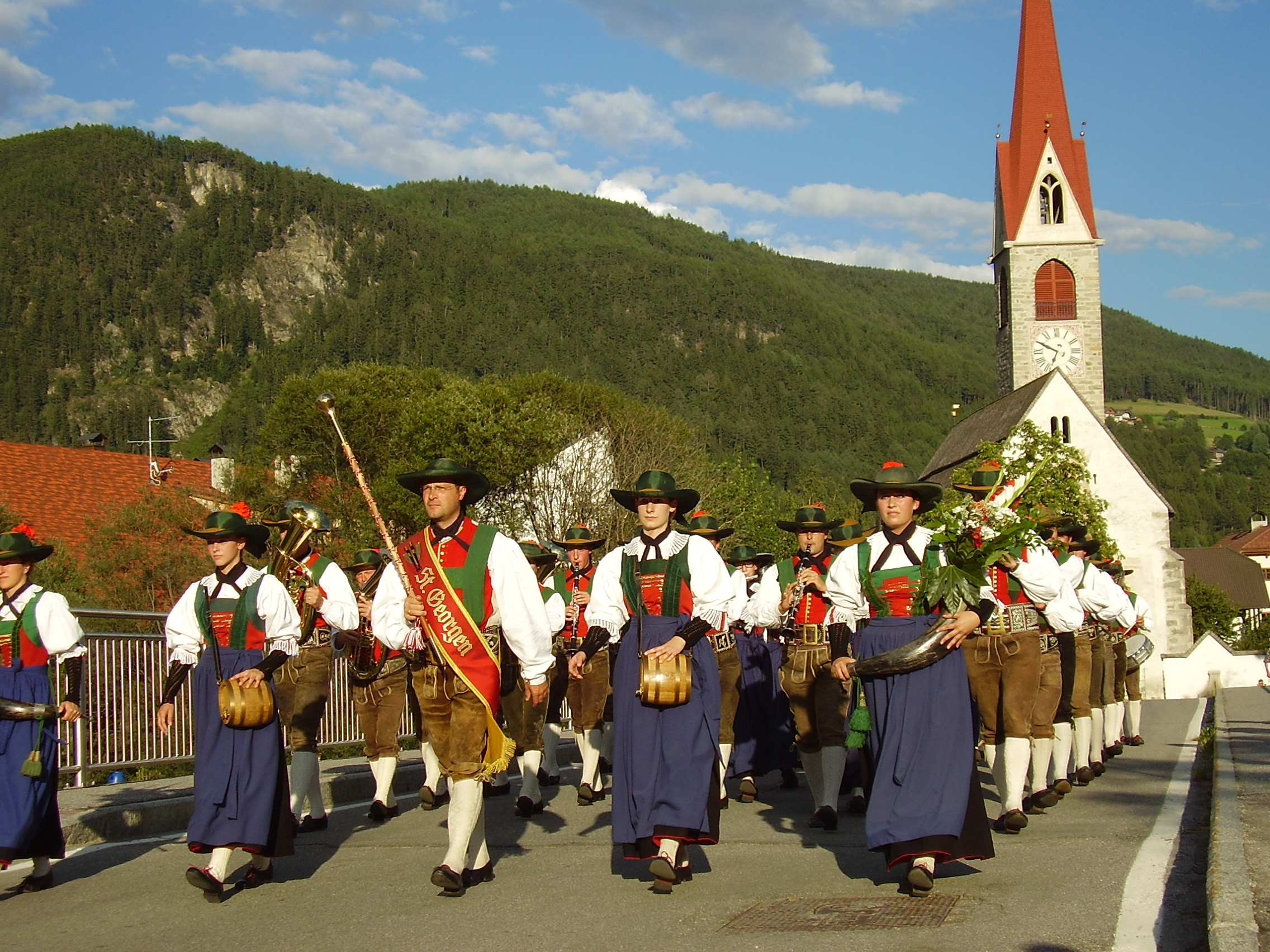
La banda di San Giorgio durante lAufmarsch (sfilata) che precede il concerto.

- La Musikkapelle (MK), la "banda cittadina", è stata creata nel 1924, con il contributo di fondi raccolti dai pompieri. Dopo alterne vicende che portarono anche al suo scioglimento di fatto durante la guerra, la MK di San Giorgio ha raggiunto un ottimo livello qualitativo, conquistando lusinghieri premi e piazzamenti nei concorsi bandistici non solo nella val Pusteria ma anche a livello nazionale e internazionale. Tutti gli anni la Musikkapelle di San Giorgio ha un nutrito programma di attività, sia di concerti pubblici (in particolare, durante la stagione estiva), sia di supporto alle funzioni religiose più solenni, sia di partecipazione a concorsi bandistici, in Alto Adige ed all'estero.

I componenti sono tutti contadini e gente comune del paese, con un buon numero di giovani e giovanissimi: il settore giovanile viene infatti considerato essenziale per il futuro del complesso. La banda giovanile di San Giorgio (Jugendkapelle) pubblica anche dal 1997 un bollettino, Der Musikus, che registra le sue attività e gli avvenimenti nel mondo delle bande tirolesi.
- Altre associazioni a carattere musicale sono: il coro della chiesa, quello dei fanciulli, il gruppo giovanile Mallsemms e il gruppo di danze popolari.

Il Kirchenchor ("Coro della chiesa") ha una lunga tradizione: già nel 1796 si ha notizia dell'esistenza di un coro regolarmente retribuito per partecipare alle principali funzioni religiose; la fondazione ufficiale è bensì datata 1928. Per l'accompagnamento musicale era usato, fin dagli inizi, un armonium; dal 1982 la chiesa dispone anche di un vero organo.
Il Kinderchor ("Coro dei fanciulli") è anch'esso attivo per accompagnare funzioni religiose o per serate musicali a scopo benefico. Dal 2002 si è integrato nel gruppo Mallsemms.
Il gruppo giovanile Mallsemms (il nome è costituito dalle iniziali dei nomi dei membri fondatori), fondato il 18 agosto 2001, ha vinto il primo premio assoluto (migliore prestazione complessiva), nonché i premi per la migliore band e per la migliore coreografia all'"Europäisches Jugend Musical Festival" (festival europeo di musical giovanile) di Herxheim bei Landau (Germania), tenutosi dal 6 all'11 ottobre 2006, con il loro musical "Lebe deinen Traum". Molto impegnato anche nel sociale, nel 2003 il gruppo ha realizzato un CD "Auf Gottes Spuren" ("sulle tracce di Dio") con 14 canti religiosi, una parte del cui ricavato è destinata a favore dei bambini di strada brasiliani.
Il Volkstanzkreis St. Georgen ("Gruppo di danze popolari di San Giorgio") è stato fondato nel 1983. Nel novembre 2003 è stato celebrato il ventennale con una Kathreintanz nella sala del Vereinshaus di San Giorgio; 5 anni più tardi il venticinquennale è stato festeggiato con una manifestazione a Campo Tures.
- Il Kirschtamichlkomitee ("Comitato per il Kirschta-Michl") riunisce tutti coloro che si occupano di preparare ogni anno le manifestazioni della Sagra legate all'erezione del Kirschtamichlbaum. Nel corso dell'anno, tra una sagra e l'altra, il comitato organizza altri eventi conviviali tra i giovani del paese.
- Il Georgi Bühne ("Palcoscenico di San Giorgio"), gruppo di teatro specializzato in commedie, farse e pezzi brillanti, è stato fondato nel 1996 ed ha una trentina di membri attivi.[52]
- L'Amateur Sport Club, diviso in quattro sezioni: calcio, tennis, hockey, e altri sport sul ghiaccio. La squadra di calcio è stata capace di issarsi ai massimi livelli dilettantistici italiani[53]. La squadra di hockey partecipa alle leghe amatoriali altoatesine di hockey su ghiaccio. Dal 2008-2009 è attiva anche una squadra femminile: "HC Panther Ladys St.Georgen". Nel 1979 l'Eisschützverein ("club di stock sport") di San Giorgio ha vinto il campionato italiano di serie B, ed è arrivato secondo nel 1985.
- Il Kegelclub, fondato nel 1975, 4 volte campione nazionale di Kegeln con la squadra maschile A (1991, 1992, 1996, 1997) e 6 volte con quella femminile (1989, 1990, 1992, 1993, 1994, 1995).
- Numerose sono poi le "associazioni cattoliche" (Kath. Familienverband, Kath. Frauenbewegung, Kath. Jungschar, Kath. Männerbewegung, Katholischer Verband der Werktätigen).

## Sport
L'attività sportiva più tradizionale e antica a San Giorgio sembra essere stato il Kegeln, la caratteristica variante tedesca del bowling, che si praticava nelle osterie "Kachler" (poi Gasthof Pupp) a San Giorgio e "Gasthaus Bäck" (poi Hotel Gissbach) a Gissbach. Le prime gare sono attestate con sicurezza a partire dagli inizi del XX secolo: un torneo si disputò alla taverna "Michlwirt" nel 1922. D'inverno era tradizionale anche una gara di slitte a cavalli tra Brunico e San Giorgio.

### Calcio
La maggior squadra di calcio della frazione (nonché la più titolata dell'intero comune di Brunico) è la relativa sezione della polisportiva Amateur Sport Club Sankt Georgen (abbreviato ASC St. Georgen, in italiano informalmente ASD San Giorgio). Fondata nel 1968 e contraddistinta dai colori rosso e nero, ha trascorso gran parte della propria storia nelle divisioni dilettantistiche regionali (segnatamente l'Eccellenza); il successo più prestigioso è costituito da alcune partecipazioni consecutive al campionato nazionale di Serie D a partire dal 2011, nonché dalla vittoria (prima squadra trentino-altoatesina a riuscirci) della Coppa Italia Dilettanti 2017-2018.
Suoi campi interni sono alternativamente lo Sportpark di San Giorgio (dotato di un campo in erba naturale e di una tribuna capace di 800 spettatori) e il campo in erba sintetica del quartiere scolastico cittadino (utilizzato principalmente in inverno), i cui spalti arrivano a 1000 posti.
In ambito locale la squadra e i giocatori sono conosciuti coi soprannomi dialettali Sanjergina o Jergina, derivati da quello col quale ci si riferisce agli abitanti di San Giorgio.

### Impianti sportivi
Nel 1924 l'esercito italiano installò un campo di esercitazioni dotato di attrezzature per l'atletica leggera in una striscia di terreno tra la strada principale e il torrente Aurino, ai margini del paese, in direzione della località detta Alping. In questo luogo sono poi rimaste le principali attrezzature sportive del paese: un campo da calcio con una gradinata di cemento (costruito nel 1969 e successivamente ampliato e rimodernato a più riprese), e accanto, in direzione nord, i campi da tennis (costruiti nel 1976) e una pista per hockey su ghiaccio (all'aperto, attiva solo nella stagione invernale, anch'essa costruita nel 1976).
Sempre in questa zona, presso il bar "Alping", si trovano le piste per il gioco del Kegeln (Kegelbahn Alping). Inoltre, dal 1981 esiste anche una palestra, edificata accanto alla scuola.

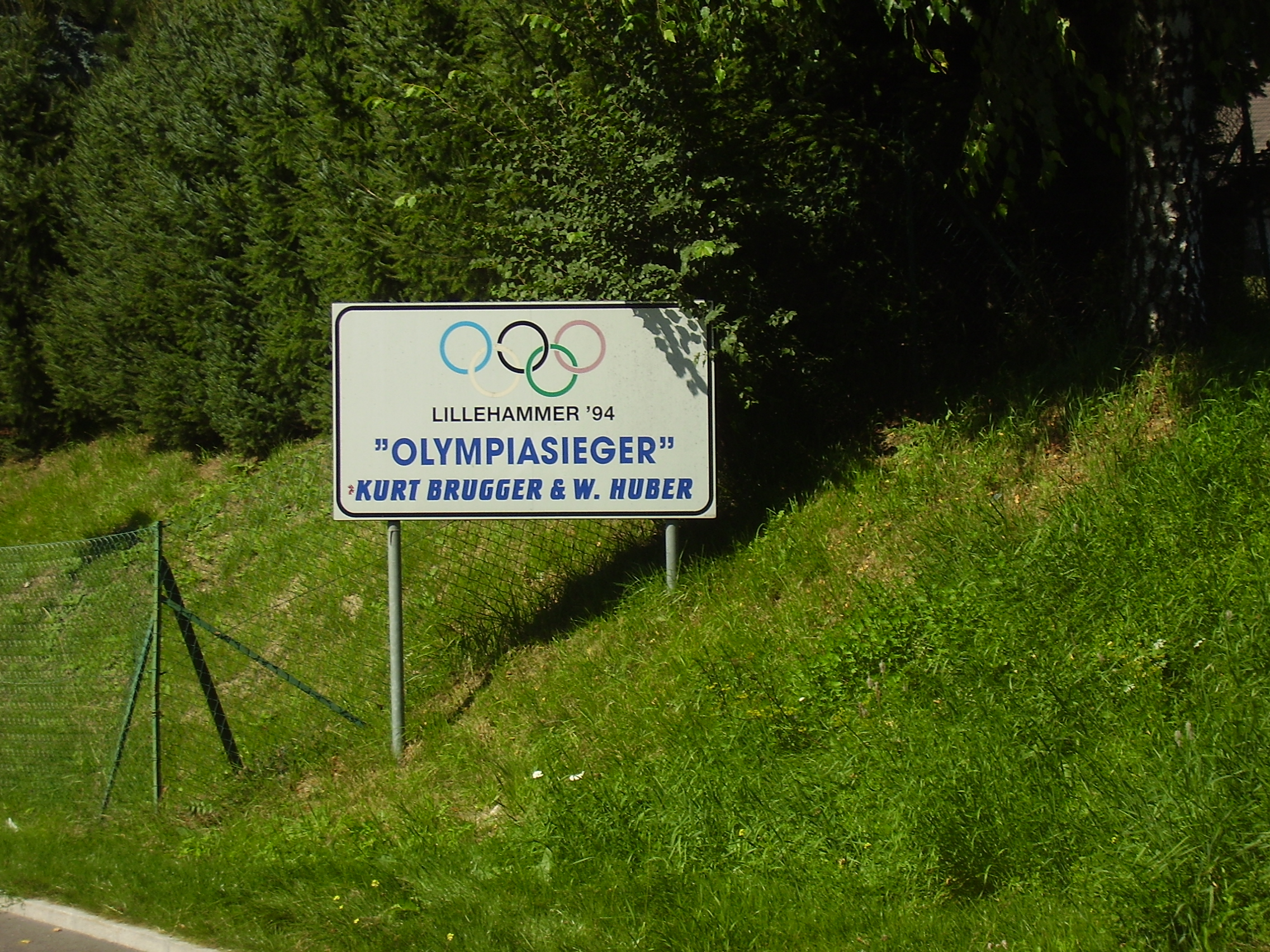
Cartello all'ingresso del paese celebrante i successi olimpici degli slittinisti Kurt Brugger e Wilfried Huber.

## Economia
Benché la località di San Giorgio si presti prevalentemente all'agricoltura e alla silvicoltura, dai documenti che si possiedono si sa che già anticamente nel paese venivano praticate anche altre attività economiche. Oltre ai mulini, alla segheria ed al fabbro impiantati intorno al canale a monte dell'abitato (dove è poi sorta la "Zona industriale nord" del paese), si sa dell'esistenza (almeno sin dal 1494) di una fornace per laterizi ("Ziegelofen"), situata nella zona dei Campi della Rienza, cui un'altra se ne affiancò per qualche tempo dopo il 1770 (poi "zona industriale sud"), mentre una fornace per la produzione di piastrelle di ceramica era attiva a poca distanza dalla chiesa parrocchiale.

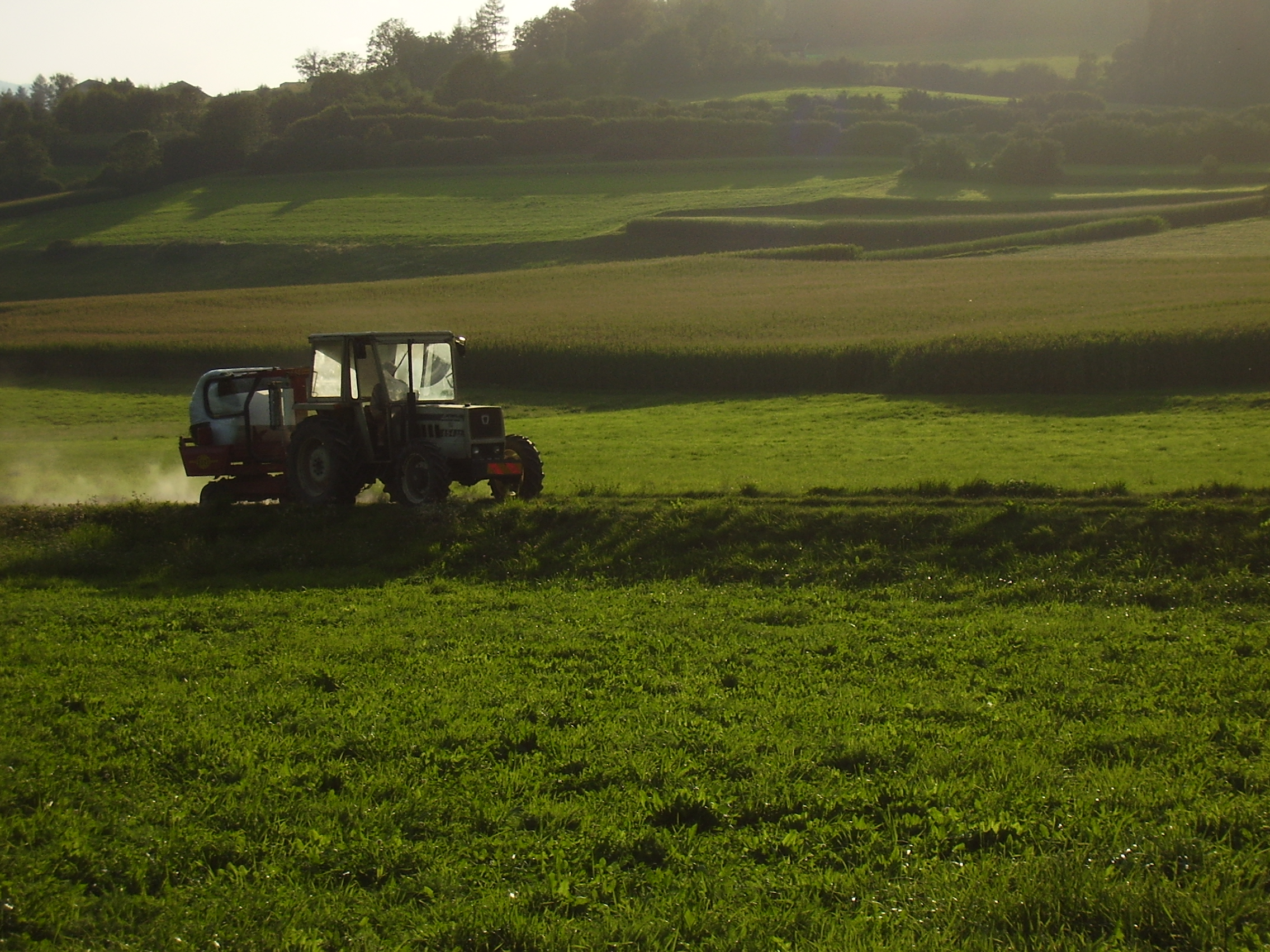
Un mezzo agricolo tra i campi di San Giorgio

### Agricoltura
Storicamente l'agricoltura costituisce una risorsa importante del paese, occupando un numero non irrilevante di addetti. Delle terre utili per agricoltura e silvicoltura, circa 231 ha. sono coltivati (campi, orti, prati da sfalcio), 47 ha. sono per il pascolo e l'alpeggio, mentre 399 ha. sono occupati da boschi. Le dimensioni delle proprietà agricole sono mediamente piuttosto ridotte: più di 3/4 delle aziende agricole hanno una superficie inferiore a 5 ha. e nessuna supera i 15 ettari.
Nel 1985 si calcolava che la maggior parte delle risorse provenisse dalla produzione di latte (con 530 capi bovini), e da allora la situazione non è molto cambiata. Pur essendo in regresso i prati e le aree a pascolo, la produzione è sempre sostenuta grazie all'utilizzo di mangimi, in particolar modo del mais, che costituisce una delle colture principali dei campi di San Giorgio. Il latte di San Giorgio viene conferito alla Latteria Sociale di Brunico (Senni), fondata nel 1949. Dal 1998 essa si è unita con altre due cooperative altoatesine nella Milkon Alto Adige, con il marchio "Mila".
Altra voce importante nell'agricoltura di San Giorgio è la coltivazione della patata, con oltre 12,5 ettari coltivati e raccolti annui superiori alle 300 tonnellate. Dal 1946 i coltivatori di patate di Brunico e della Pusteria si sono riuniti in una cooperativa (Pustertaler Saatbaugenossenschaft, "Cooperativa Produttori Sementi della Val Pusteria"), che produce molte varietà di patate di pregio, oltre ad altri tipi di verdure (barbabietole rosse (Rote Rüben), sedano, rape e cavolfiori).
Lo sfruttamento dei boschi a San Giorgio è relativamente limitato, a dispetto dell'estesa superficie boschiva, dal momento che, per diversi motivi (in particolare la natura scoscesa e rocciosa dei suoli), il tasso di accrescimento annuo è piuttosto basso (1,39 m3 per ettaro).

### Artigianato, industria
Seguendo un'evoluzione comune a molte aree rurali in età moderna, anche a San Giorgio l'agricoltura ha progressivamente perso il suo ruolo di voce quasi esclusiva dell'economia, con lo sviluppo di sempre nuove attività, anche se rimane sempre un elemento non trascurabile della vita del paese. Già nel 1931 si calcolava che gli altri settori avessero raggiunto per importanza l'agricoltura che occupava circa il 50% dei lavoratori, e da allora il numero degli addetti nei settori secondario e terziario è andato ulteriormente crescendo.
Le varie attività che da sempre a San Giorgio affiancano l'agricoltura si sono col tempo evolute dando luogo a numerosi laboratori artigianali e vere e proprie piccole imprese, localizzate nelle due "zone industriali" a nord e a sud del paese.
La maggior parte delle attività di queste ultime sono legate all'edilizia: imprese di costruzioni, porte e finestre, pavimenti, pittura e decorazione, installatori termo-sanitari, elettricisti, fabbri, fumisti.
Oltre a questi settori tradizionali, vi sono anche aziende che puntano su settori particolari (ad esempio nei sistemi di salita e anticaduta), o sulle nuove tecnologie, come il solare fotovoltaico e le energie alternative.

### Turismo
San Giorgio ha una lunga tradizione di accoglienza di visitatori in alberghi e locande, probabilmente anche in virtù della sua posizione, prossima a Brunico ma anche sulla strada verso la Valle Aurina, dunque in un luogo di transito.
Diversi alberghi e pensioni odierni continuano una tradizione plurisecolare: già nel 1679 si parla di Wirt und Gastgeb ("oste e locandiere") per il proprietario della casa Tischler, poi divenuta Albergo Jägerheim; il "Gasthaus Bäck", che fu per qualche tempo proprietà della stessa famiglia di albergatori, è diventato lo "Sporthotel Gissbach"; il Michlwirt, rimasto attivo come Gasthof con questo nome, era già un "Hospitzwrit" nel 1685; Peter Kachler, proprietario della casa omonima, a San Giorgio, era anch'egli "Wirt und Gastgeb" nel 1676, e ancora agli inizi del 2000 l'edificio ospitava il "Gasthof Pupp" (dal nome degli ultimi proprietari), prima di essere trasformato in un locale bar.
Un interessante documento del 1855 (Mitterhofer 1985: 295-6) rende conto di come la cittadina di San Giorgio sia stata impegnata per allietare il breve soggiorno dell'arciduca Carlo Ludovico, di passaggio da Brunico il 30 ottobre di quell'anno: tra i festeggiamenti previsti, enormi falò (Höhenfeuer), schiocchi di frusta, spari e mortaretti.
Nonostante queste tradizioni di ricettività, San Giorgio ha avuto un'evoluzione meno marcata rispetto ad altri centri altoatesini in direzione di un'economia basata sul turismo. Infatti, pur essendosi anch'essa aperta all'accoglienza di turisti, sia nella stagione estiva che in quella invernale, San Giorgio possiede "solo" 5 tra alberghi e pensioni o garni, mentre una gran parte del flusso turistico trova accoglienza in affitto in appartamenti o camere di privati. Questo ha permesso al paese di non venire troppo "sfigurato" dall'edilizia alberghiera e di mantenere un aspetto per molti versi tradizionale. Diversi masi, poi, si sono aperti alla formula dell'agriturismo, che permette di mantenere, accanto alle risorse del turismo, anche le tradizionali attività agricole.

## Infrastrutture e trasporti

### Strade
Il paese è attraversato da un'importante arteria stradale, la Strada statale 621 della Valle Aurina che collega Brunico a Predoi. Provenendo da Brunico, la statale si tiene sulla sinistra dell'Aurino, correndo parallela ad esso a poche decine di metri dalla riva; poi, verso l'estremità nord del paese, lo attraversa e si porta sulla riva destra.
Il centro è attraversato anche da due strade minori, perpendicolari alla statale, che conducono da una parte ad Villa S. Caterina e dall'altra a Greinwalden e Falzes.

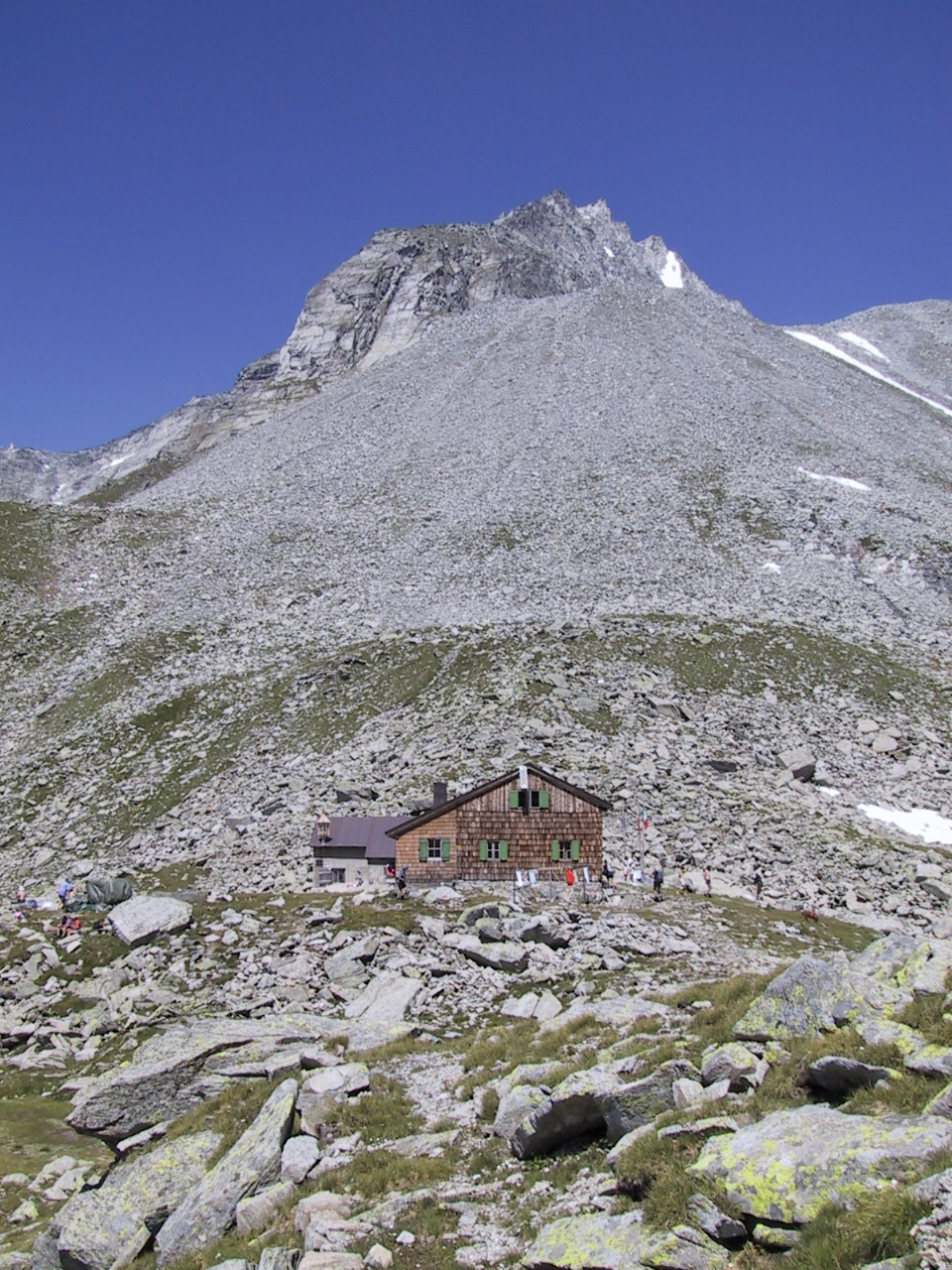
Il rifugio Edelrauthütte sull'Alta via di Fundres.

#### Percorsi ciclo-pedonali
Parallelamente alla strada statale corre anche la Ciclabile della Valle Aurina, che in gran parte segue il tracciato di una vecchia ferrovia mantenendosi sulla riva sinistra dell'Aurino, e permette di raggiungere in bicicletta il capoluogo e le altre località della valle Aurina senza inserirsi nel traffico motorizzato. All'ingresso in Brunico, dove la Statale Aurina si inserisce nella tangenziale ovest di Brunico, la pista ciclabile è stata dotata di un sottopasso che la mantiene al di fuori del traffico veicolare intenso di questo snodo importante della viabilità della zona.
Inoltre, San Giorgio è attraversata da numerosi sentieri che la collegano alle località vicine ed alle alture che la circondano. In particolare, San Giorgio si trova ad un estremo dell'Alta via di Fundres (Pfunderer Höhenweg), percorso panoramico in alta quota che parte da Vipiteno e, attraversando i monti di Fundres, giunge fino al Sambock e da lì scende fino a San Giorgio.

#### Trasporti pubblici su strada

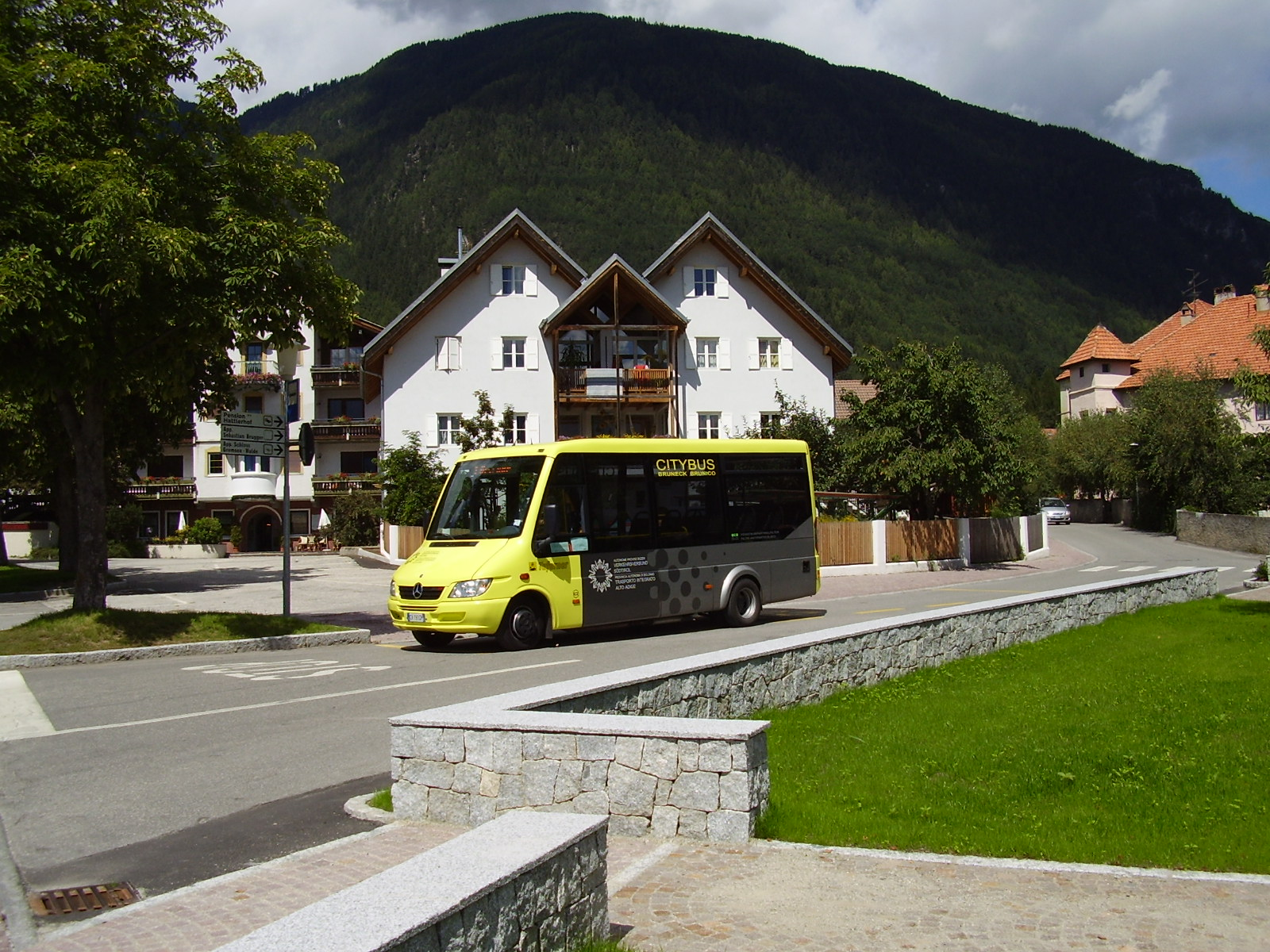
Il Citybus della linea 1 a San Giorgio.

San Giorgio è collegata col resto della Valle Aurina e con il capoluogo da una linea automobilistica che effettua servizio tra Casere e Brunico seguendo la strada statale. È anche integrata nel sistema di trasporti urbani di Brunico, che collega con cadenza più frequente le varie frazioni (il cosiddetto "Citybus", che svolge servizio con piccoli autobus ecologici da 15+15 persone). A San Giorgio (precisamente a In der Lahn) si trova il capolinea della "linea 1", San Giorgio - Brunico - Riscone (Funivia).
Inoltre, a San Giorgio ha sede una cooperativa di taxi ("Centrale Taxi Südcab"), che opera non solo su tutta l'area di Brunico e Pusteria, ma anche, con una seconda sede a Bressanone, nell'alta valle d'Isarco fino a Vipiteno.

### Ferrovie
A S. Giorgio transitava la ferrovia della Valle Aurina (Taufra Bahnl), che collegava Brunico a Campo Tures con sette stazioni intermedie, una delle quali a San Giorgio, e che fu attiva dal 20 luglio 1908 fino al 1º febbraio 1957. E' sopravvissuto alla soppressione il piccolo edificio in legno che fungeva da stazione (Bohnhaisl, ted. standard Bahnhäuschen); il percorso della ferrovia è adibito a pista ciclabile.

### Aeroporti
Durante la seconda guerra mondiale i campi a sud del territorio di San Giorgio sulla riva destra dell'Aurino sono stati impiegati come "campo di aviazione militare", e sono sempre rimasti dotati di segnali che delimitano un appezzamento per atterraggi di emergenza di piccoli velivoli (alianti e simili). Questi terreni hanno mantenuto il nome Flugplatz ("campo d'aviazione").
Al confine col territorio di Stegona, nei Campi della Rienza, si trova inoltre un terreno adibito a "campo di volo per aeromodelli'", utilizzato dal Modellfluggruppe Bruneck ("Gruppo di aeromodellismo di Brunico").

## Amministrazione
Dal 1927, con la perdita dell'autonomia comunale, l'amministrazione di San Giorgio fa capo al municipio di Brunico. In consiglio comunale sono sempre presenti degli jergina, e la partecipazione al voto amministrativo nelle sezioni di San Giorgio è tra le più alte del comune.
Per qualche tempo, dopo essere divenuta frazione, e fino alle elezioni comunali del 1952, San Giorgio ha avuto dei Fraktionsvorsteher ("sovrintendenti della frazione"), con prerogative simili a quelle di un sindaco nella frazione.
In precedenza, in qualità di comune (Gemeinde) San Giorgio era amministrata da un Gemeindevorsteher.
Tra gli inizi del XX secolo e il 1927 si susseguirono i seguenti Gemeindevorsteher:
- Anton Pörnbacher
- Johann Huber
- Johann Pramstaller
- Franz Piffrader
- Johann Mitterhofer
- Johann Treyer

Tra il 1927 e il 1952 vi furono i seguenti Fraktionsvorsteher:
- Johann Treyer
- Johann Mitterhofer
- Johann Pietersteiner
- Josef Pramstaller
- Franz Auer
- Josef Gräber
- Franz Pramstaller
- Roman Treyer

### Gemellaggi
La parrocchia di S. Giorgio è gemellata con quella di São Desidério in Brasile (stato di Bahia).